# Imperi del Brasil
L'Imperi del Brasil (en portuguès, Império do Brasil), denominat per la historiografia també com a Brasil Império, Brasil Imperial o Brasil Monàrquic, va ser un estat que va existir en el segle XIX i que comprenia, fins al 1825, aproximadament el territori que formen el Brasil i l'Uruguai actuals (aquest últim sota el nom de província cisplatina). El seu govern era una monarquia constitucional parlamentària representativa, amb l'ascens al tron de dos emperadors, D. Pere I (Pere I del Brasil) i seu fill, D. Pere II (Pere II del Brasil).
Des del descobriment d'Amèrica i l'arribada dels portuguesos (any 1500), el Brasil havia estat una colònia del Regne de Portugal. El 1808 la corona portuguesa, fugint de les tropes de Napoleó que havien envaït el territori de Portugal, i escortat per tropes britàniques, es va establir a Rio de Janeiro, traslladant la seu política i administrativa de l'Imperi Portuguès al Brasil.
El 1815, Joan VI va donar al Brasil la categoria de regne i va fundar el Regne Unit de Portugal, el Brasil i l'Algarve; amb això, el Brasil no només deixava de ser una colònia, sinó que passava a tenir la mateixa jerarquia que Portugal. Sis anys després, el 1821 i a causa de la Revolució liberal de Porto, Joan VI va retornar a Lisboa, deixant el seu fill i hereu, el Príncep Pere, governant el Regne de Brasil com a regent.
Un any després, però, Pere va escriure un document (no tan conegut com la seva presumpta proclamació "Independència o Mort") declarant les raons per les quals el Brasil se separava de Portugal, i llegant una constitució que establia una monarquia constitucional al Brasil, de la qual seria el cap d'estat i govern com a Emperador Pere I del Brasil.
El nou país era vast, ètnicament divers, però poc poblat. Al contrari de les repúbliques veïnes hispano-americanes, Brasil va adquirir estabilitat política, creixement econòmic consistent, llibertat d'expressió garantida per la constitució i respecte pels drets dels seus súbdits, encara que amb restriccions als esclaus, sent aquests reconeguts com a propietats i no com a ciutadans. El parlament bicameral de l'imperi era triat de forma relativament democràtica per a l'època, així com les legislatures provincials i locals. A causa d'això, va sorgir una llarga divergència ideològica entre D. Pere I i una considerable porció del parlament sobre el paper del monarca en el govern. A més d'això, la recent Guerra Cisplatina (coneguda com a Guerra del Brasil en els territoris de parla castellana), enfrontant a aquest contra les Províncias Unides del Riu de la Plata el 1828 va dur a la secessió de la província de la Cisplatina (actual Uruguai). El 1826, malgrat del seu paper de la independència del Brasil, D. Pere I es va fer rei de Portugal (amb el nom de D. Pere IV), abdicant-ne immediatament en favor de la seva filla gran. Dos anys després, Maria II va veure com el tron l'era usurpat pel germà més petit de D. Pere I, el seu oncle Miguel. Incapaç de controlar alhora els problemes del Brasil i de Portugal, Pere I va abdicar del tron brasiler el 7 d'abril de 1831 i immediatament va partir cap a Europa per a tractar de restaurar la seva filla com a reina de Portugal.

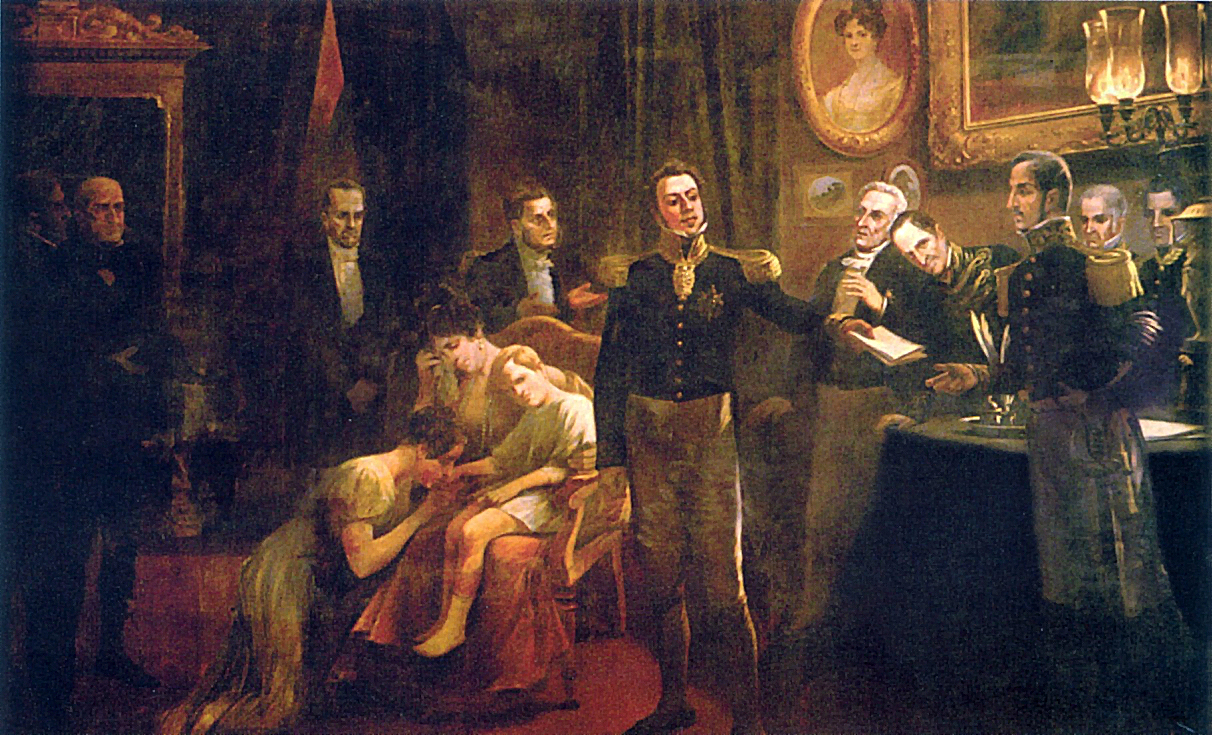
Abdicació de l'Emperador Pere I, mentre una cortesana fa besamans a l'hereu del tron, el Príncep Imperial Pere II.

El successor de Pere I en Brasil va ser seu fill, de només cinc anys, Pere II. Tractant-se d'un menor d'edat, el país va entrar en un període de regència. El buit de poder resultant de la falta d'un monarca actiu, en funcions d'àrbitre en els afers polítics brasilers, va dur a una sèrie de guerres civils regionals entre les diverses faccions locals. Havent heretat un imperi en el llindar de la desintegració, Pere II, en el moment de la seva proclamació com a emperador, va aconseguir pacificar i estabilitzar el país, que es convertiria en una potència emergent internacional. Sota el regnat de Pere II, Brasil va ser victoriós en tres conflictes internacionals (la Guerra Platina, la Guerra del Uruguai i la Guerra de la Triple Aliança) i l'imperi va prevaldre en diversos altres conflictes i disputes internacionals i crisis internes. De la mà de la prosperitat i el desenvolupament, va donar-se un flux d'immigració europea, incloent protestants i jueus, encara que Brasil segueix processant majoritàriament la fe catòlica. L'esclavitud, fortament difosa, va ser restringida per successives reformes fins a la seva abolició total el 1888.

Províncies de l'Imperi del Brasil, any 1822.

Encara que les quatre últimes dècades del regnat de Pere II van ser un període de pau consistent i prosperitat econòmica, ell no desitjava veure la monarquia sobreviure a més del seu temps de vida i no va preparar un hereu dinàstic ni regular el futur estatus del país. La següent en la línia successòria era la seva filla Isabel, però ni Pere II ni l'elit política consideraven acceptable que una dona ocupés el tron. En falta d'un hereu viable, l'elit política en general es va desentendre del futur de la família reial. Després d'un regnat de 58 anys, el 15 de novembre de 1889, Pere II va ser derrocat per un sobtat cop d'Estat comandat per una facció de caps militars i civils, encapçalat pel general Deodoro da Fonseca, qui es convertiria en el primer president del Brasil del nou règim republicà en el país. El nom oficial de l'estat va ser "Estats Units del Brasil", fins al 1967, any en què seria canviat per "República Federativa del Brasil".
Les arts visuals, la literatura i el teatre van repuntar en aquest període. Encara que molt influenciats pels estils europeus que variaven del neoclassicisme al romanticisme, cada concepte era adaptat per a crear una cultura genuïnament brasilera. L'imperi del Brasil va ser un dels dos estats americans independents que establirien un govern monàrquic (l'altre seria Mèxic).

## Primer regnat

### Independència i primers anys
El territori que seria conegut com a Brasil va ser reivindicat per Portugal el 22 d'abril de 1500, quan el navegador Pedro Álvares Cabral va desembarcar en el seu litoral. Va sobrevenir una colonització permanent i, entre 1532 i les tres següents centúries, els portuguesos van expandir lentament els seus dominis cap a l'oest fins a arribar gairebé als límits del Brasil modern. El 1808, l'exèrcit de l'emperador francès Napoleó Bonaparte va envair Portugal, obligant la família real portuguesa — la Casa Bragança, una branca mil·lenària de la dinastia Capet — a l'exili. Es van establir en la ciutat brasilera de Rio de Janeiro, que es va convertir en la seu oficial de l'Imperi Portuguès.

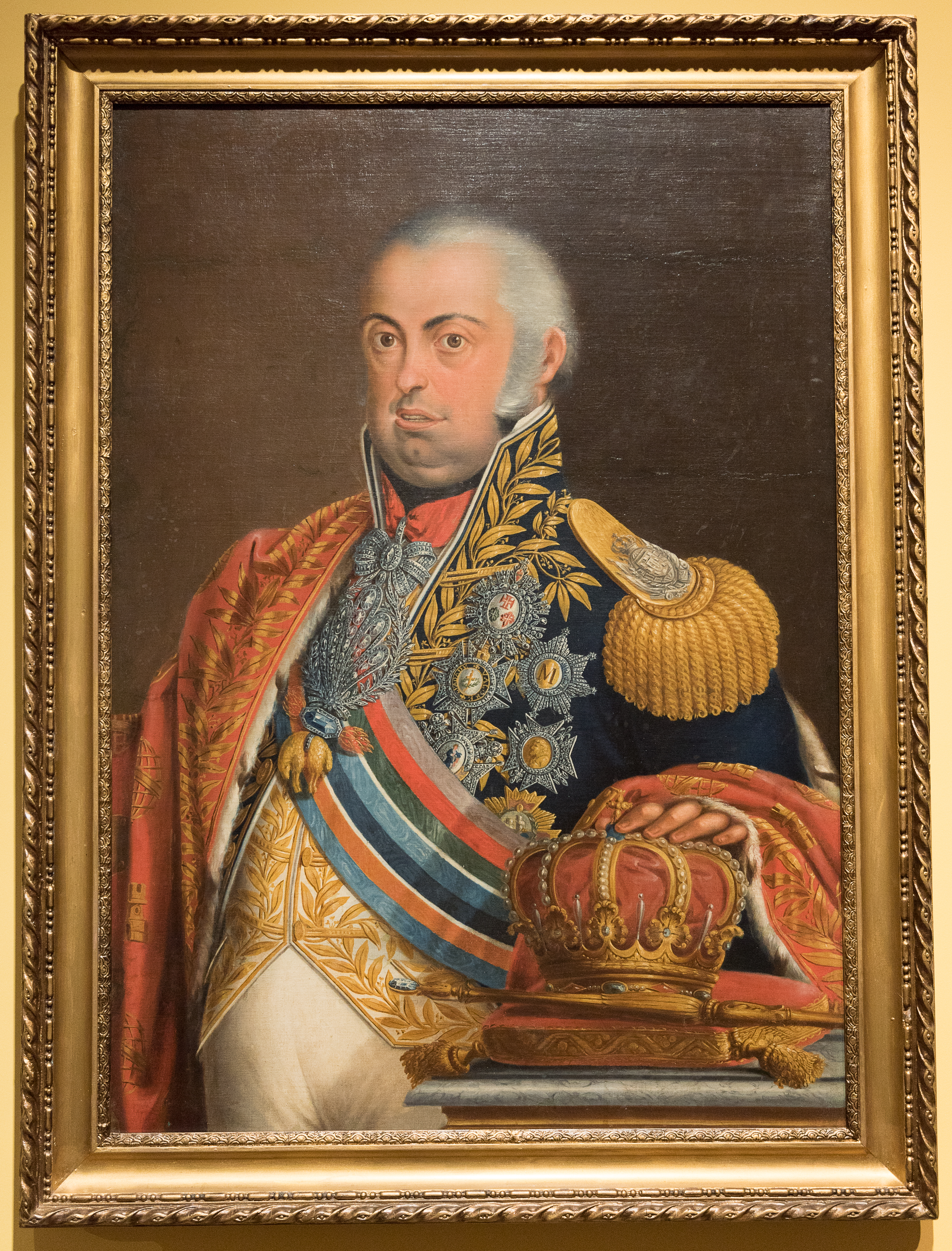
El rei Joan VI de Portugal.

El 1815, el príncep portuguès Dom João (més tard, rei D. Joan VI de Portugal), actuant com a regent, va crear el Regne Unit de Portugal, Brasil i l'Algarve, el que va elevar Brasil de colònia a regne. Joan va pujar al tron portuguès l'any següent, després de la mort de la seva mare, D. Maria I i va tornar a Portugal l'abril de 1821, deixant enrere el seu fill i hereu, el príncep D. Pedro, encarregat de governar el Brasil com el seu regent. El govern portuguès, immediatament, va buscar revocar l'autonomia política que havia estat concedida al Brasil des de 1808.
L'amenaça de perdre el seu limitat control sobre assumptes propis, va inflamar una oposició generalitzada entre els brasilers. José Bonifácio de Andrada e Silva, juntament amb altres líders brasilers, van convèncer Pere de declarar la independència de Brasil del domini de Portugal el 7 de setembre de 1822. El 12 d'octubre, el príncep va ser aclamat D. Pere I, el primer emperador del nou Imperi del Brasil, una monarquia constitucional. L'elecció del terme emperador i no de rei es va donar per a representar la separació amb la monarquia portuguesa, mostrant que ell era Emperador per aclamació i no pel dret successori portuguès - amb títol de Rei.
La declaració d'independència va ser combatuda en tot Brasil per unitats militars armades lleials al govern portuguès. La guerra d'independència que va seguir es va travar en tot el país, amb batalles en les regions nord, nord-est i sud. Els últims soldats portuguesos es van rendir el març de 1824.
El reconeixement de la independència del 7 de setembre de 1822, era una qüestió crucial per a l'Imperi brasiler. Les monarquies absolutes europees eren hostils a la independència del Brasil. Estats Units va ser el primer país a reconèixer al govern brasiler al maig de 1824. Alguns mesos abans va ser divulgada la Doctrina Monroe, per la qual el president James Monroe declarava que els Estats Units no acceptaria cap intervenció d'Europa en el continent americà. Gràcies a la mediació d'Anglaterra, en agost de 1825, la Corona portuguesa va reconèixer la independència del Brasil, en el marc del Tractat de Rio. A canvi, Portugal obtenia la condició de "nació més afavorida" en les transaccions comercials i va obtenir una indemnització de dos milions de lliures. Anglaterra també va reconèixer la independència del Brasil en 1825. Només a partir de 1826 la sobirania va ser reconeguda per França, el Papat i altres estats europeus, concloent-se la independència.

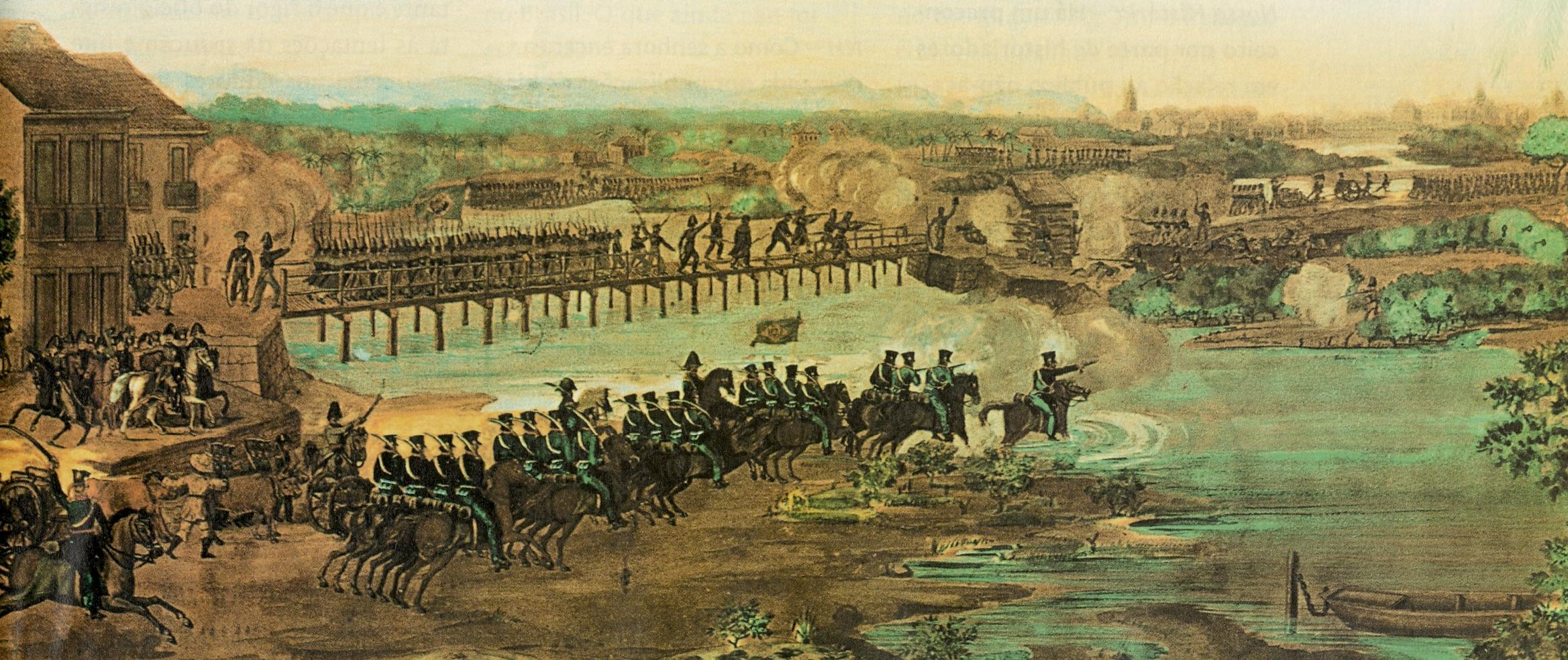
Exèrcit de l'Imperi del Brasil ataca les forces confederades a Recife, el 1824, en el context de la Confederació de l'Equador.

D. Pere I va enfrontar una sèrie de crisis durant el seu regnat. El 1824, va tenir lloc la Confederació de l'Equador, principal reacció contra la tendència monàrquica i la política centralitzadora del seu govern. El nucli ideològic i de lideratge de la revolta va ser a la província de Pernambuco, doncs esperava que la primera constitució de l'Imperi seria del tipus federalista i donaria autonomia a les províncies per a què poguessin resoldre les seves qüestions. La repressió al moviment va ser severa: Pernambuco va acabar perdent gran part del seu territori (l'antiga Comarca del Riu São Francisco) i diversos líders de la rebel·lió, com Fra Caneca, van ser sentenciats a mort. A continuació va esclatar la rebel·lió separatista en la província Cisplatina, en l'inici de 1825 i, posteriorment, el conflicte de les Províncies Unides del Riu de la Plata (que més tard esdevendrien l'Argentina), van dur l'imperi a la Guerra Cisplatina: «una inútil i llarga guerra sense glòria en el sud». El març de 1826, Joan VI va morir i Pere I va heretar la corona portuguesa, convertint-se per un breu període en el rei Pere IV de Portugal, abans d'abdicar i cedir la corona a la seva filla gran, la reina Maria II. La situació va empitjorar el 1828, quan la guerra al sud va acabar amb la pèrdua de la Cisplatina, que vindria a convertir-se en la república independent de l'Uruguai. El mateix any, a Lisboa, el tron de Maria II va ser usurpat pel príncep Miguel, germà de Pere I.

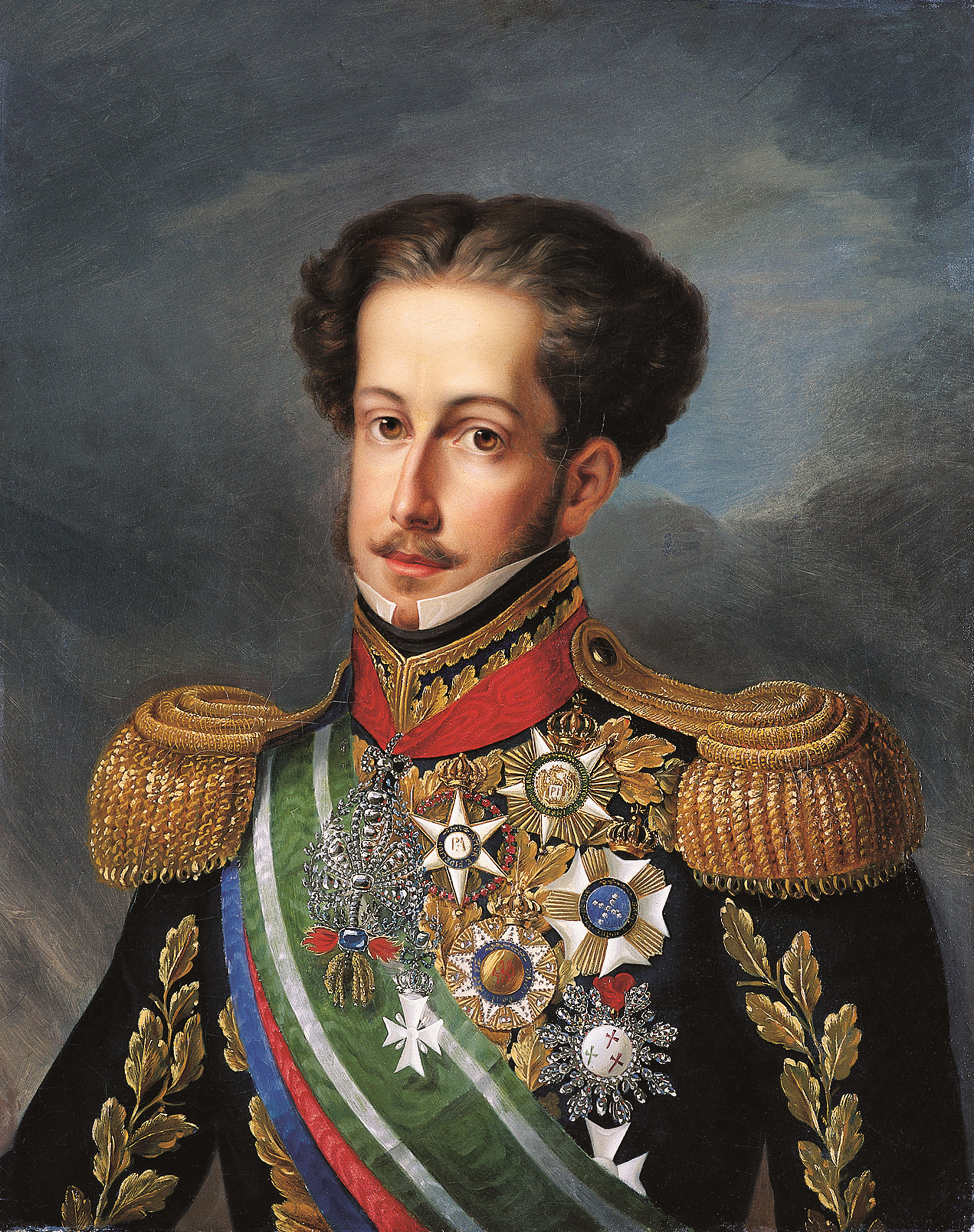
L'emperador Pere I del Brasil, c. 1830

Altres dificultats van sorgir quan el parlament de l'imperi, l'Assemblea General, va ser inaugurat el 1826. Pere I, juntament amb un percentatge significatiu dels seus membres, van defensar un sistema judicial independent, un legislatiu triat pel poble i un govern liderat per l'emperador, qui detindria amplis poders executius i diverses prerrogatives. Un altre sector del Parlament van defensar una estructura semblant, però amb un paper menys influent del monarca i amb el poder legislatiu exercint el poder polític i de govern. La lluita sobre si el govern seria dominat per l'emperador o pel parlament va ser travada en debats entre 1826 i 1831, durant l'establiment de l'estructura governamental i política de l'imperi. Al no aconseguir lidar amb problemes tant al Brasil com a Portugal simultàniament, l'emperador va abdicar en el seu fill, D. Pere II, el 7 d'abril de 1831 i, immediatament, va embarcar cap a Europa per a reinstaurar la seva filla al tron portuguès.

### Regència
Després de la sortida precipitada de D. Pere I, el Brasil va quedar amb un nen de cinc anys d'edat com a cap d'Estat. Sense precedents en aquest àmbit, l'imperi va veure's abocat a un període de més de dotze anys sense un executiu fort, atès que, en els termes de la constitució vigent, D. Pere II no aconseguiria la majoria d'edat i començaria a exercir l'autoritat com a emperador fins al 2 de desembre de 1843. La regència va ser triada per a governar el país en aquest període, amb l'elecció d'un comitè format per tres senadors. La regència exercia només alguns dels poders conferits a l'emperador i era completament subordinada a l'Assemblea General, que no podia omplir el buit existent en el càrrec més alt del govern brasiler.
Paralitzada, la regència es va mostrar incapaç de resoldre disputes i rivalitats entre faccions polítiques nacionals i locals. Creient que la concessió de major autonomia política als governs provincials i locals aniria sufocar la creixent dissidência, l'Assemblea General va aprovar una esmena constitucional en 1834, l'anomenat Ato adicional (Acte addicional). En comptes d'acabar amb el caos, la creació d'assemblees legislatives provincials només va alimentar les ambicions i rivalitats regionals. A continuació, la violència va explotar en tot el país. Els partits locals competien amb una renovada ferocitat per a governar els governs provincials i municipals, atès que qualsevol partit que dominava les províncies també guanyava el control sobre el sistema electoral i polític. Aquells partits que perderen les eleccions es van rebel·lar i van intentar assumir el poder per la força, el que va resultar en diverses rebel·lions: la Revolta de l'Any del Fum i la Revolta de Carrancas a Minas Gerais, la Cabanyista a Pará, la Balaiada en el Maranhão, la Revolta dels Malês i la Sabinada a Bahia i la Guerra dels Farrapos a Rio Grande do Sul, van ser alguns dels conflictes que van esclatar en aquest periode.
Els polítics que havien pujat al poder durant la dècada de 1830 s'havien familiaritzat amb les dificultats i els paranys del poder. Segon l'historiador Roderick J. Barman, al voltant de 1840 «havien perdut tota la fe en la seva capacitat de governar el país per compte propi. Ells van acceptar D. Pere II com una figura d'autoritat i la seva presència era indispensable per a la supervivència del país». Alguns d'aquests polítics (que formarien el Partit Conservador el 1840) creien que una figura neutra era necessària, que podria estar per sobre de faccions polítiques i d'interessos mesquins per a enfrontar el descontent i disputes moderades. Ells van imaginar un emperador més depenent del legislatiu que el monarca constitucional imaginat per D. Pere I, però amb més poder del plantejat inicialment durant la regència pels seus rivals (que més tard van formar el Partit Liberal). Els liberals, no obstant això, van aconseguir aprovar una iniciativa per a anticipar la majoria d'edat de D. Pere II, dels 18 als 14 anys. L'emperador va ser declarat apte per a governar en juliol de 1840.

## Segon regnat

### Consolidació de l'Imperi

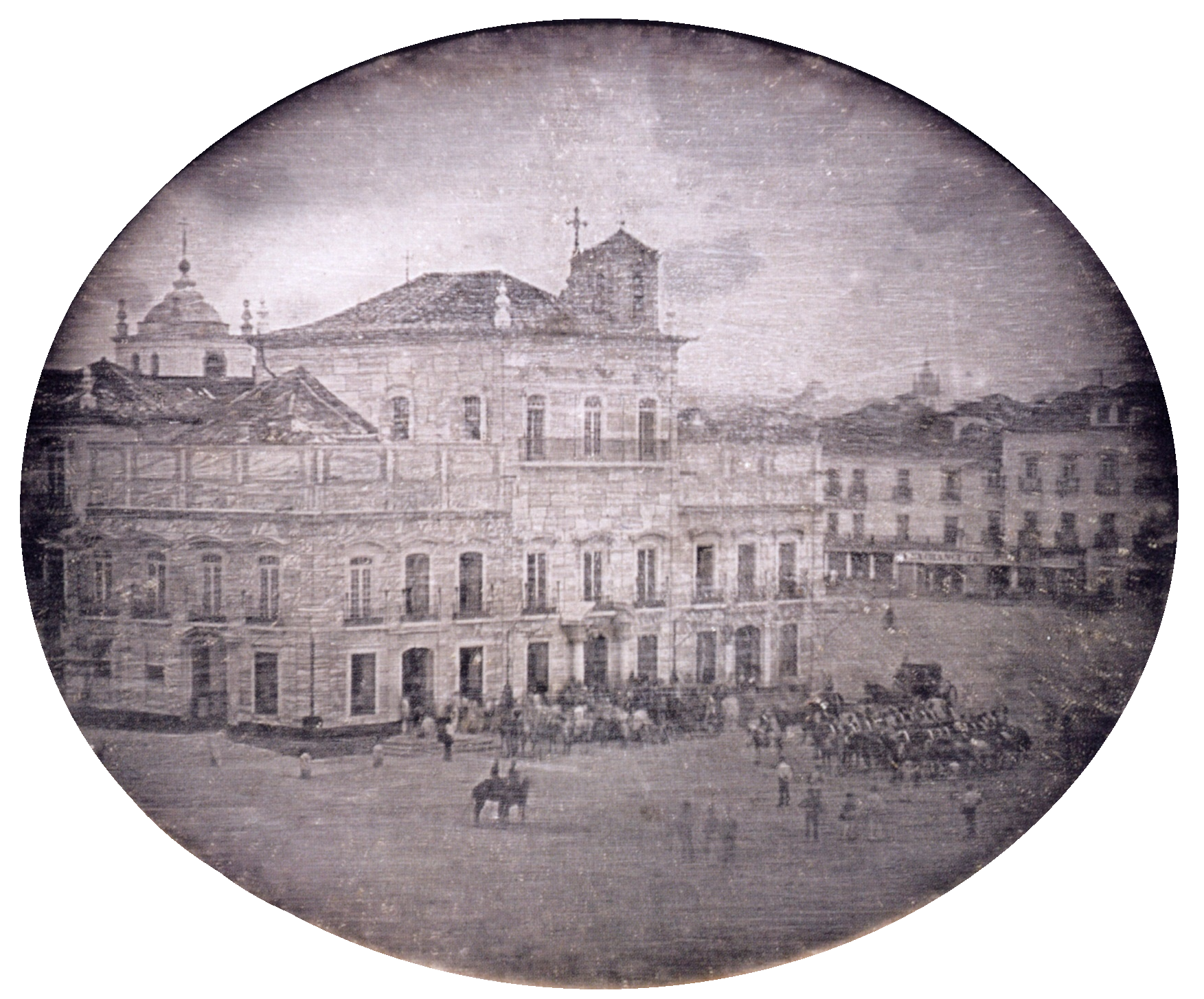
El Paço Imperial, la seu del govern imperial brasiler, el 1840.

Per a aconseguir els seus objectius, els liberals s'havien aliat a un grup d'operaris d'alt escalafó del palau i a polítics notables, que reberen el nom de "facció dels cortesans". Els cortesans formaven part del cercle íntim de l'Emperador i tenien gran influència sobre ell, el que els va permetre el nomenament de successius gabinets liberals-cortesans. El seu domini, no obstant això, va ser de curta durada. Al voltant de 1846, Pere II havia madurat física i mentalment. Ja no es tractava d'un jove insegur de 14 anys d'edat, influenciat per rumors, complots imaginaris i altres tàctiques de manipulació; doncs van aparèixer les seves virtuts i el seu fort caràcter. Va posar fi a la influència dels cortesans, fent-los sortir del seu cercle íntim sense causar cap escàndol públic. Va rebutjar també els liberals, que s'havien mostrat ineficaços mentre estaven en el càrrec, i va exhortar els conservadors per formar un govern el 1848.

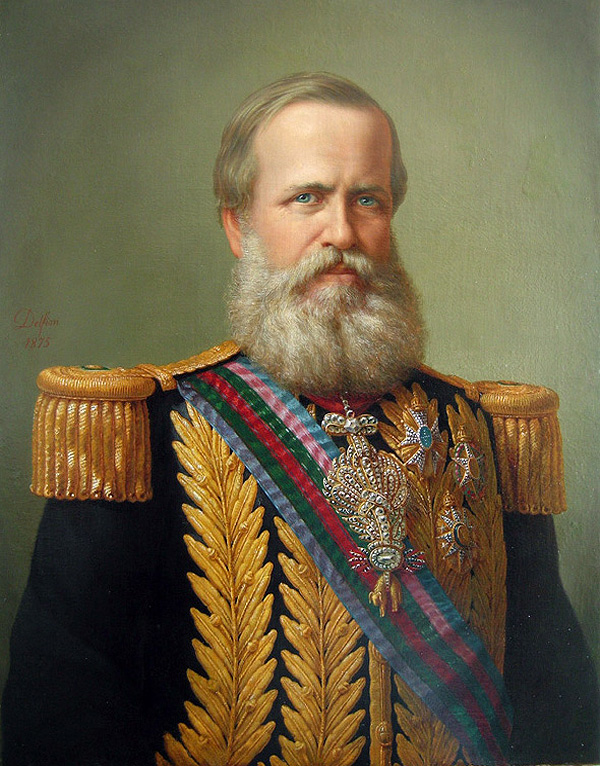
L'Emperador Pere II del Brasil, 1875.

Les habilitats de l'emperador i del nou gabinet conservador van ser provades durant tres crisis, entre 1848 i 1852. La primera va ser un enfrontament sobre la importació il·legal d'esclaus. Importar esclaus havia estat prohibit en 1826, en un tractat amb el Regne Unit, però el tràfic va continuar inaturable. No obstant això, el govern britànic va aprovar la Llei Aberdeen de 1845, que autoritzava els vaixells de guerra britànics a abordar vaixells brasilers i arrestar a qui estigués implicat activament en el comerç d'esclaus. Mentre el Brasil lluitava amb aquest problema, el novembre de 1848 va esclatar la Revolució Praieira, un conflicte entre faccions polítiques regionals en Pernambuco (impulsada per liberals i cortesans), però va ser suprimida el març de 1849. Va ser l'última rebel·lió ocorreguda durant la monarquia i la seva fi va marcar l'inici d'un període de 40 anys de pau interna al Brasil. La Llei Eusébio de Queirós va ser promulgada el 4 de setembre de 1850, donant àmplia autoritat al govern per a combatre el comerç il·legal d'esclaus. Amb aquesta nova eina, el país va buscar eliminar la importació d'esclaus i el 1852 la Gran Bretanya va acceptar que el tràfic havia estat suprimit.
La tercera crisis va ser un conflicte amb la Confederació Argentina sobre el control dels territoris adjacents al Riu de la Plata i per la seva navegació gratuïta. Des de la dècada de 1830, el dictador argentí Juan Manuel de Rosas recolzava rebel·lions a l'Uruguai i Brasil. L'imperi va ser incapaç d'enfrontar l'amenaça representada per Rosas fins a 1850, quan una aliança forjada entre Brasil, Uruguai i dissidents argentins, va portar a aquestes nacions a enfrontar-se en la Guerra del Plata, que va dur a la deposició del governant argentí el febrer de 1852. L'èxit de l'imperi en el maneig d'aquestes crisis va millorar considerablement l'estabilitat i el prestigi de la nació i el Brasil va emergir com una potència a l'hemisferi sud. En l'àmbit internacional, els europeus van arribar per veure de primera mà com el país incorporava els ideals liberals familiars, la llibertat de premsa i el respecte constitucional a les llibertats públiques. La seva monarquia parlamentària representativa també va contrastar amb la barreja de dictadures i inestabilitat política endèmica en les altres nacions d'Amèrica del Sud durant aquest període.

### Creixement

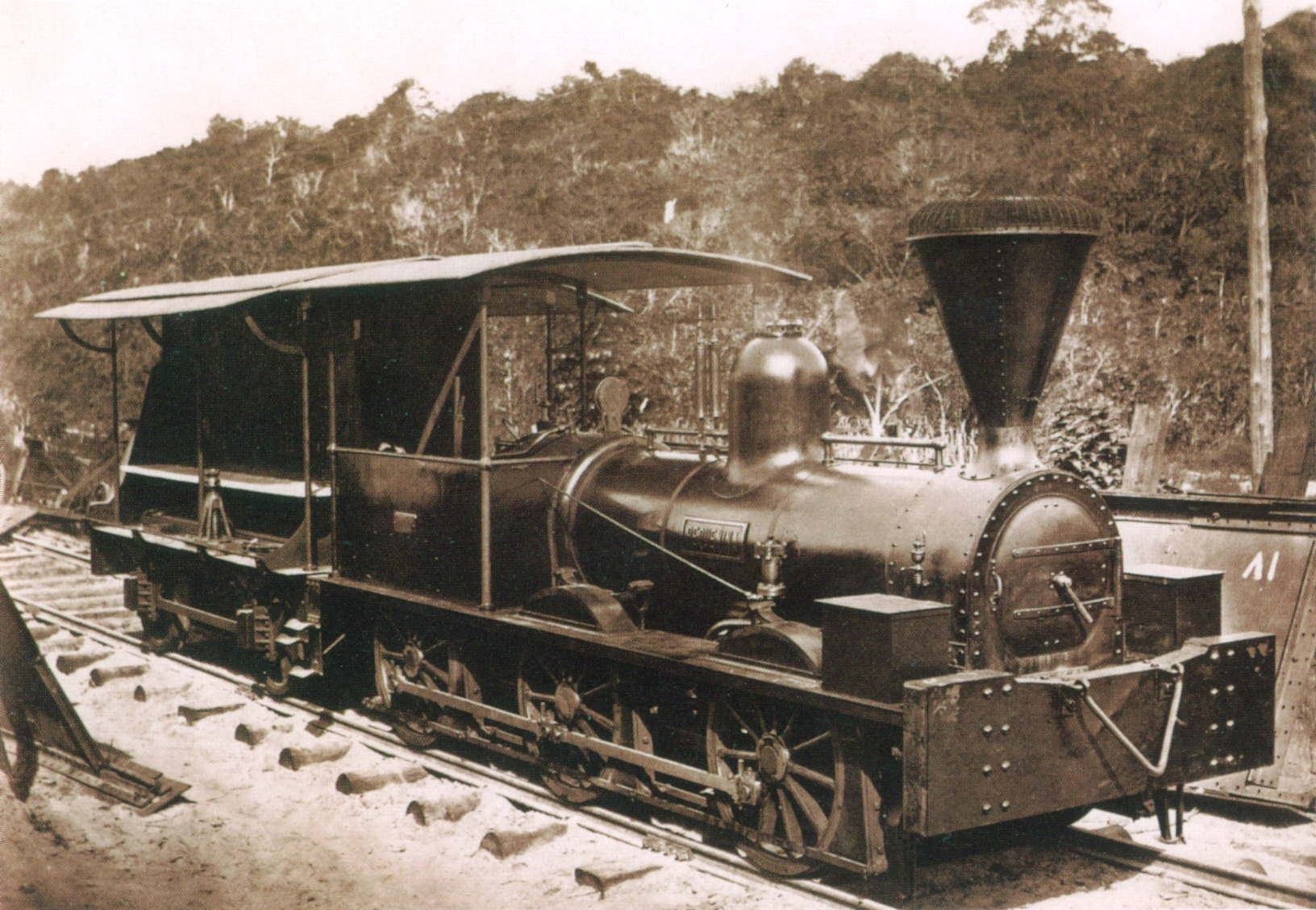
La locomotora Pequenina en la província de Bahia, c. 1859.

En l'inici de la dècada de 1850, el Brasil gaudia d'estabilitat interna i prosperitat econòmica. La infraestructura del país va anant desenvolupant-se, amb el progrés en la construcció del ferrocarril, del telègraf elèctric i de línies de vaixells de vapor que unien Brasil, una entitat nacional finalment cohesionada. Després de cinc anys de mandat, el gabinet conservador va ser dissolt el setembre de 1853. Honório Hermeto Carneiro Leão, Marquês del Paraná, líder del Partit Conservador, va ser convocat per a formar un nou gabinet. L'emperador Pere II va voler aplicar un pla ambiciós, que es va fer conegut com La Conciliació, que pretenia reforçar el paper del parlament en la resolució de disputes polítiques del país.

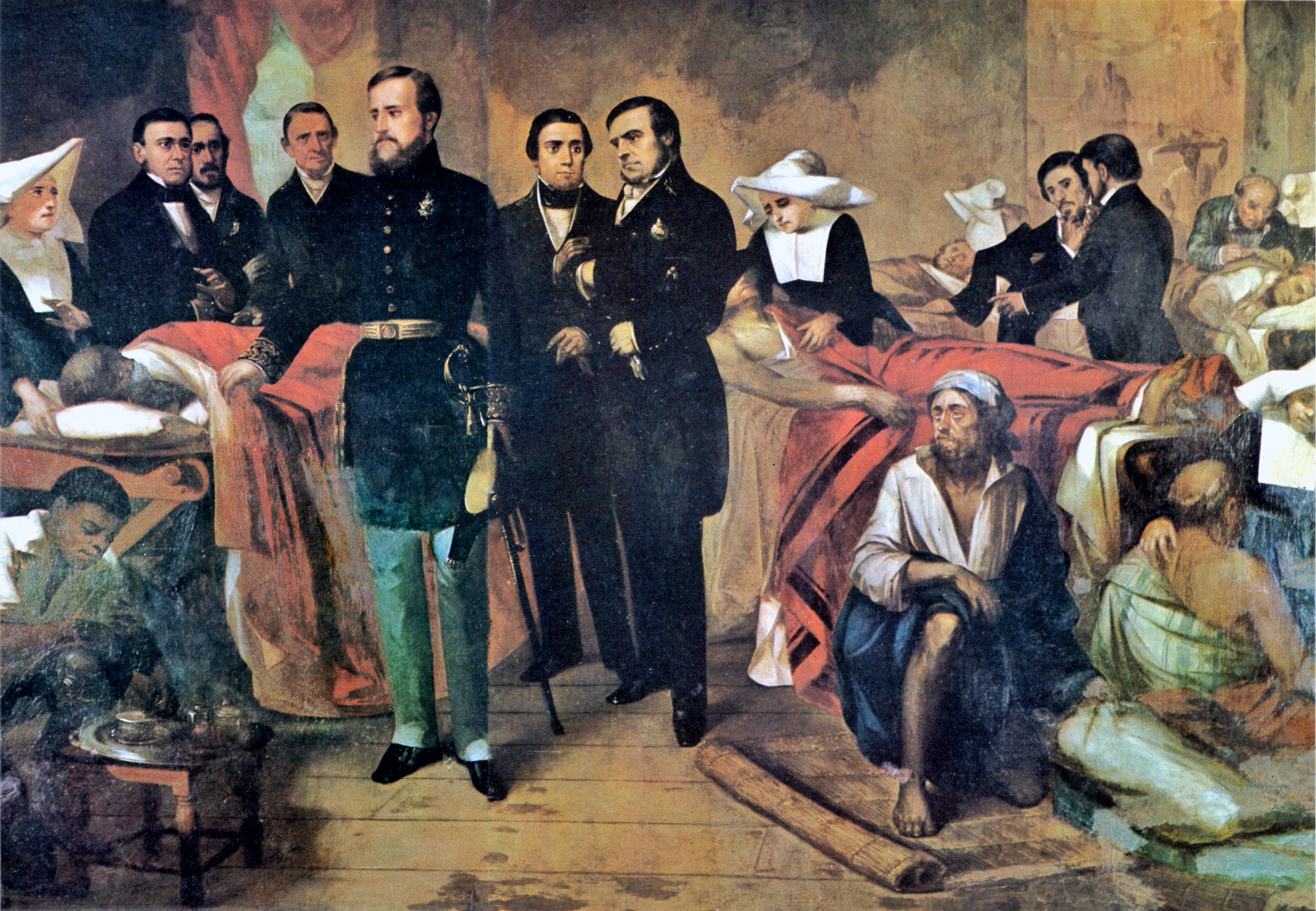
Gabinet de govern, 1855. Del grup que està dempeus, amb pantalons verds, es troba l'Emperador Pere II; mentre que el primer per la dreta és el Marquès del Paranà.

El Marques del Paraná va convidar a diversos liberals per a unir-se a la files conservadores i va arribar a designar alguns com a ministres. El nou gabinet, tot i que en línies generals va ser considerat com reeixit, va veure's torpedinat des del començament per la forta oposició de l'ala ultra-conservadora del partit, que repudiava els nouvinguts liberals. Creien que el gabinet s'havia convertit en una màquina política d'intercanvi de favors, infestada amb liberals "conversos", que no eren partícips dels ideals del partit i estaven principalment interessats en l'obtenció de càrrecs públics.. Malgrat d'aquesta desconfiança, Carneiro Leão va mostrar-se fem i va superar els obstacles. No obstant, el mes de setembre de 1856, el Marquès del Paraná va morir de forma inesperada en l'auge de la seva carrera, als 55 anys. El seu gabinet va prosseguir en les seves funcions fins al maig de 1857.
El Partit Conservador havia estat dividit per la meitat: d'un costat estaven els ultra-conservadors i de l'altre els moderats, que recolzaven La Conciliació. Els primers eren liderats per Joaquim Rodrigues Torres, Vescomte d'Itaboraí; Eusébio de Queirós i Paulino Soares de Sousa, I Vescomte d'Uruguai — tots ells exministres en el gabinet de 1848-1853. Aquests estadistes més vells van prendre el control del Partit Conservador després la mort del Marquès del Paraná. Després de 1857, cap dels gabinets va durar gaire temps, tots colapsaven ràpidament a causa de la falta d'una majoria en la Cambra dels Diputats.
El Partit Liberal, que es debilitava any rere any des de la seva caiguda el 1848 i la desastrosa Revolució Praieira de 1849, van aprofitar la imminent implosió del Partit Conservador per a tornar a la política nacional amb força renovada. Van donar un fort cop al govern, quan van aconseguir recuperar un bon número d'escons en la Càmera dels Diputats després de les eleccions de 1860. Més tard, molts conservadors moderats desertaren per a formar un nou partit polític, la Lliga Progressista, que incloïa també grups de liberals. D'aquesta manera, la continuïtat en el poder dels conservadors va tornar-se inviable, a falta d'una majoria en el parlament.
Amb la dimissió del gabinet el maig de 1862, Pere II va nomenar un nou gabinet de color progressista. El període des de 1853 havia estat de pau i prosperitat per al Brasil: «El sistema polític va funcionar sense problemes i les llibertats civils van ser mantingudes. (...) El país no es va veure enfosquit per les disputes i conflictes que s'havien acumulat durant seus primers 30 anys».

### Guerra de la Triple Aliança

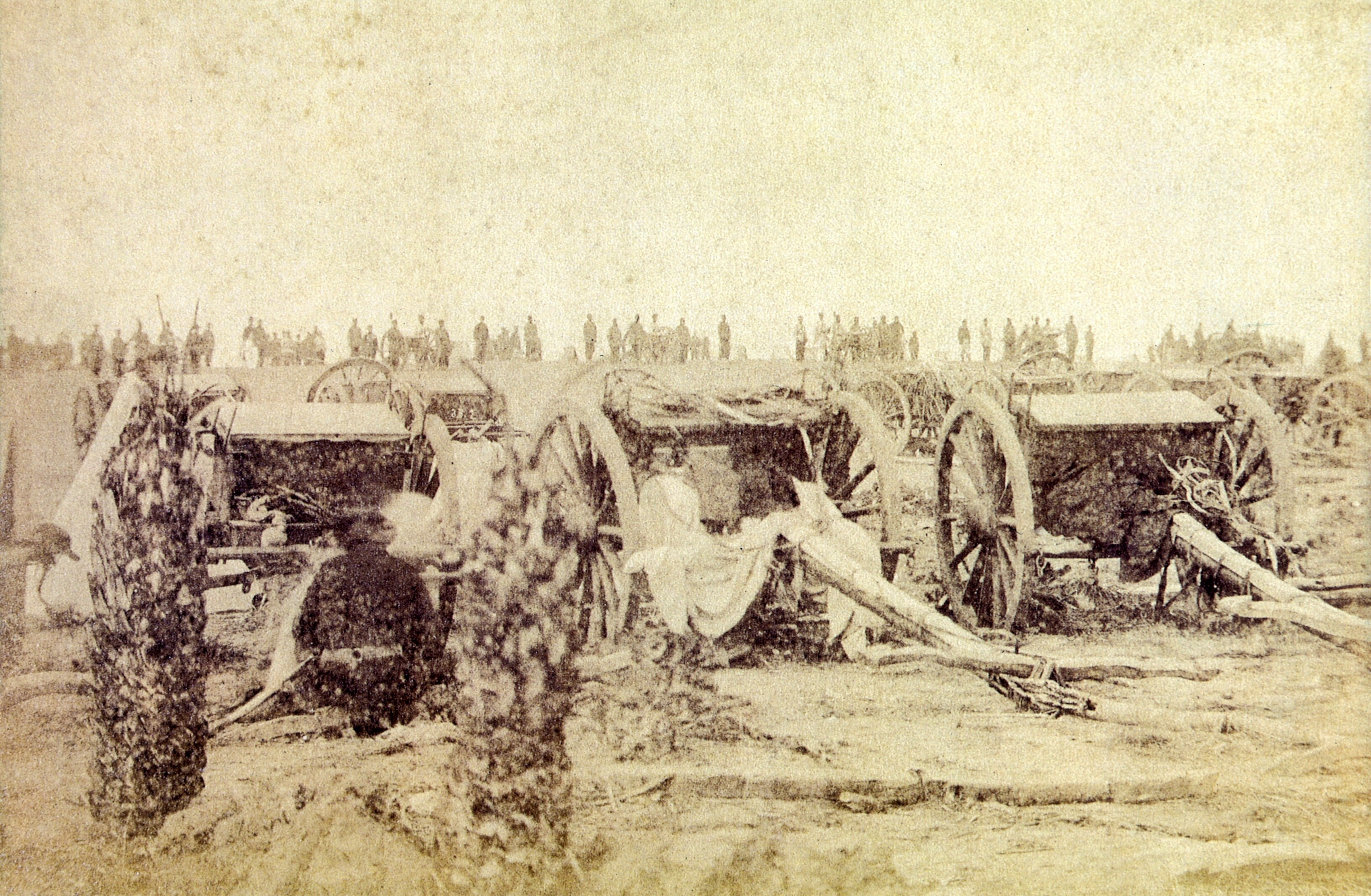
Artilleria brasilera en posició durant la Guerra del Paraguai, 1866.

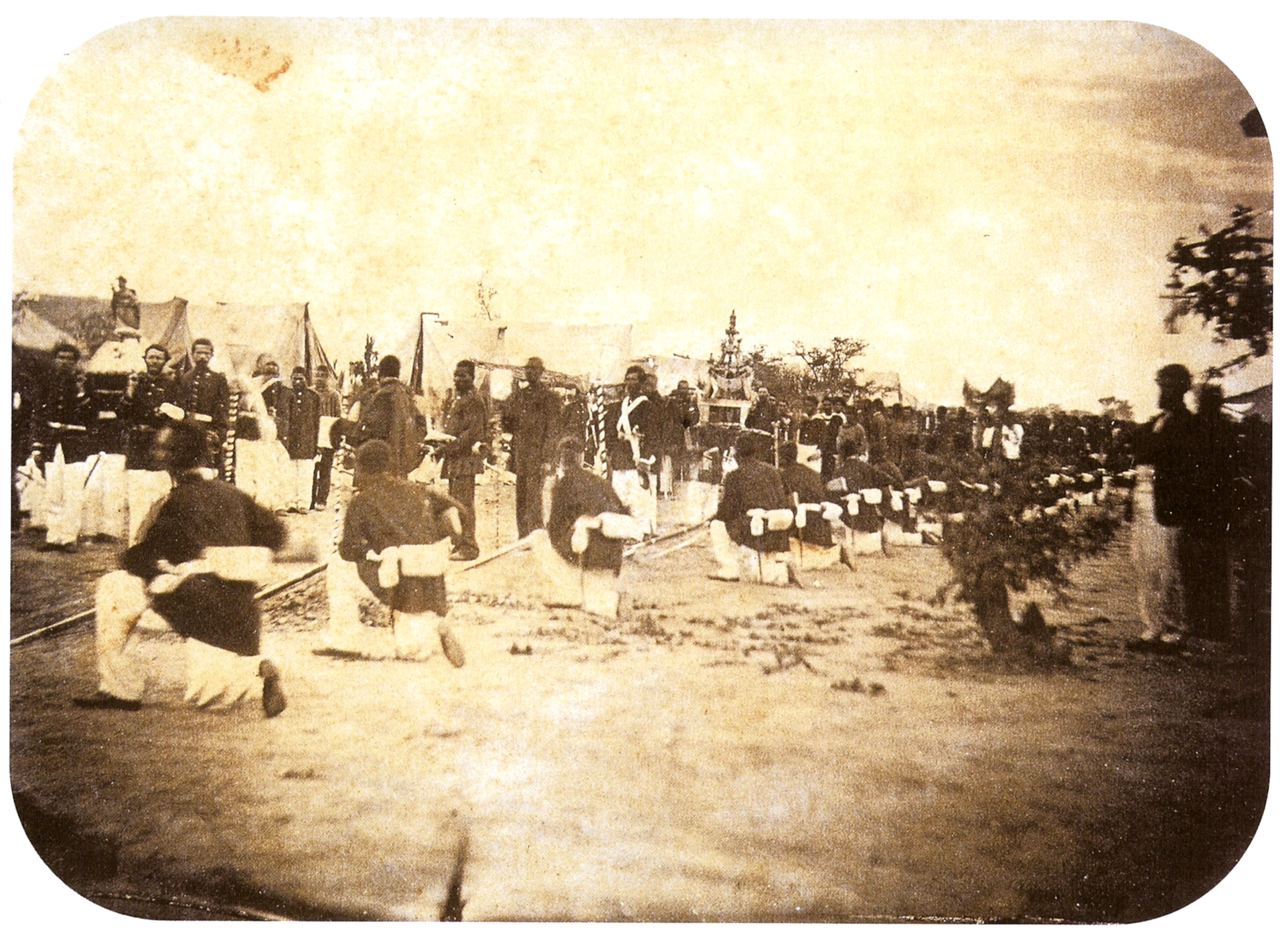
Soldats brasilers agenollats abans d'una processó religiosa durant la Guerra de la Triple Aliança, 1868.

Aquest període de tranquil·litat va terminar quan una sèrie d'incidents diplomàtics gairebé van provocar una guerra entre el Regne Unit i Brasil: arran d'uns desacords on els britànics es van veure perjudicats i després d'enviar un plec d'exigències que els brasilers no van acceptar, el cònsol va donar ordre als vaixells de guerra britànics de capturar naus mercants brasileres, per tal de cobrar-se la indemnització que creien pertinent. Com a resposta, Rio va autoritzar a les defenses costeres i vaixells de l'armada a disparar en defensa dels seus vaixells i va tallar relacions diplomàtiques amb el Regne Unit el 1863.
Amb una potencial guerra amb l'Imperi Britànic a l'horitzó, el Brasil va veure's forçada a donar prioritat a la defensa de les seves fronteres del sud. Una altra guerra civil va començar a l'Uruguai i va col·locar els seus partits polítics uns contra els altres. El conflicte intern va dur a l'assassinat de residents brasilers i el saqueig de les seves propietats. El gabinet progressista del Brasil va decidir intervenir i enviar-hi l'exèrcit, que va envair l'Uruguai el desembre de 1864, començant la breu Guerra de l'Uruguai. El dictador del Paraguai, Francisco Solano López, es va aprofitar de la situació entre els seus veïns per tractar de convertir el seu país en una potència regional. En novembre d'aquell any, va ordenar que un buc a vapor civil brasiler fos confiscat i va ordenar la invasió de territoris sud-brasilers, desencadenant la Guerra del Paraguai o Guerra de la Triple Aliança.
El que inicialment semblava una breu i simple intervenció militar, va convertir-se en una guerra a gran escala al sud-est del continent. Afortunadament, la possibilitat d'un conflicte en dos fronts (amb Gran Bretanya i amb el Paraguai) va desaparèixer quan, el setembre de 1865, el govern britànic va enviar un emissari que va demanar excuses públicament per la crisi entre ambdós imperis. La invasió paraguaiana en 1864 va dur a un conflicte molt major del que era esperat i la fe en la capacitat del gabinet progressista per enfrontar-se a aquest conflicte anava esvaint-se. A més, la Lliga Progressista es va desmembrar a causa d'un conflicte intern entre les faccions formades per antics conservadors moderats i pels exliberals.
El gabinet va renunciar i l'emperador va nomenar al veterà Rodrigues Torres, Vescomte d'Itaboraí, per comandar un nou govern el juliol de 1868, marcant el retorn dels conservadors al poder. Com a resposta, la Lliga i els liberals es van reunificar, refundant l'antic Partit Liberal; però, una minoritari tercer sector es va mantenir per separat i es va declarar republicà (1870).
El nou gabinet de Rodrigues Torres va mostrar-se molt més resolutiu que el seu antecessor i el conflicte amb el Paraguai va acabar el març de 1870, amb la victòria total del Brasil i dels seus aliats. Més de 50 mil soldats brasilers van morir i els costos de la guerra van ser onze vegades superiors al pressupost anual del govern. No obstant això, el país era tan pròsper que el govern va ser capaç de superar el deute de la guerra en només deu anys i el conflicte va tenir un efecte d'estímul per a la producció nacional i el creixement econòmic.

### Apogeu

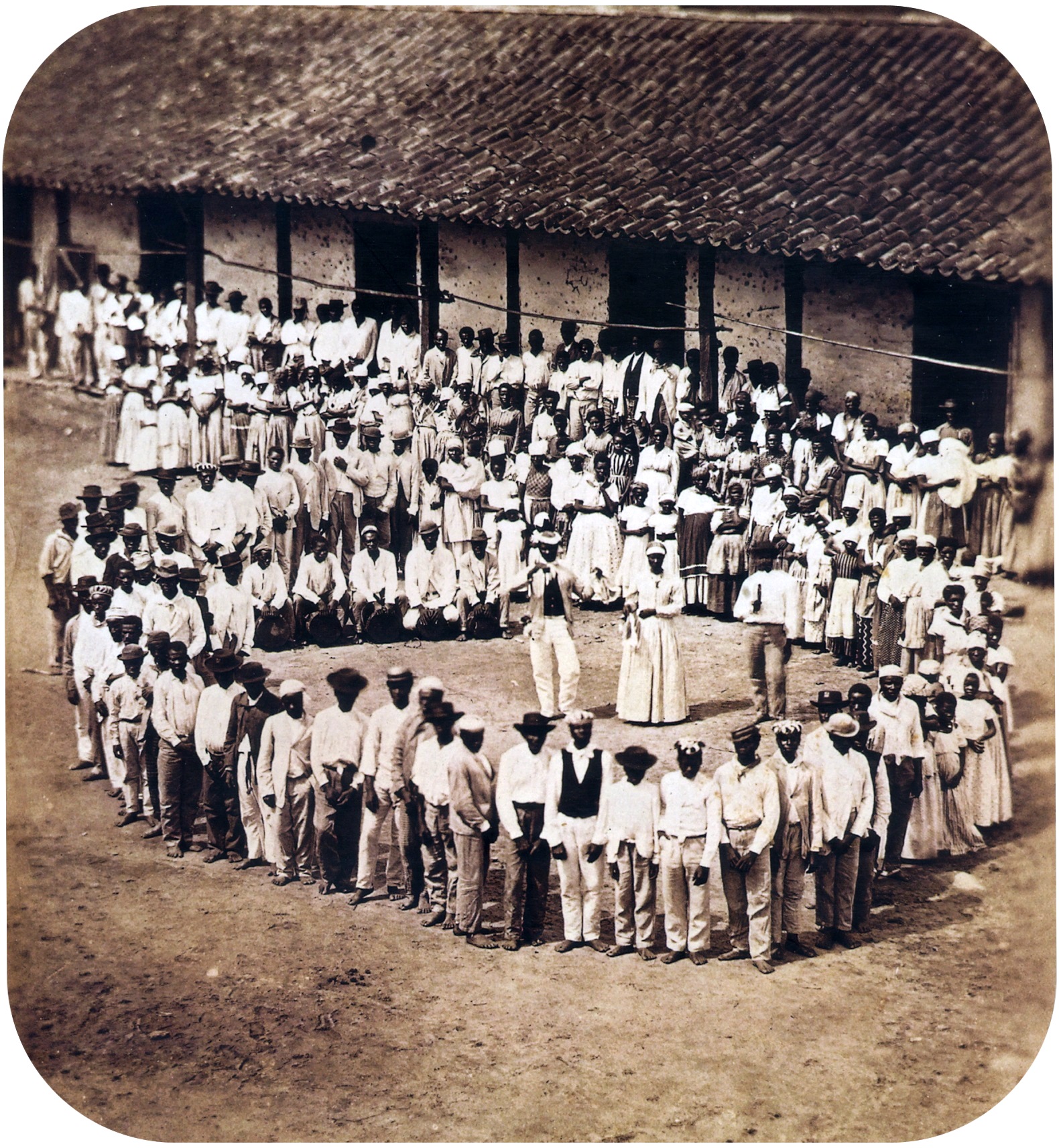
Un gran grup d'esclaus reunits en una hisenda en la província de Minas Gerais, 1876.

La victòria diplomàtica sobre l'Imperi Britànic i les victòries militars sobre Uruguai i Paraguai, van marcar l'inici de la "era d'or" de l'Imperi del Brasil. L'economia brasilera va créixer ràpidament; es va engegar projectes de modernització de ferrocarrils i xarxa de transport viària i la immigració va florir. L'imperi va restar conegut internacionalment com una nació moderna i progressista, només per darrere dels Estats Units en Amèrica, amb una economia i política estable i un destí fiable per les inversions internacionals.
El març de 1871, Pere II va nomenar el conservador José Maria da Silva Paranhos, Vescomte de Rio Branco, com a cap del gabinet, amb el principal objectiu d'aprovar una llei per a alliberar immediatament tots els nens nascuts d'esclaves. El controvertit projecte de llei va ser presentat en la Cambra dels Diputats el maig i va enfrontar-se a «una oposició determinada, que comptava amb el suport de prop d'un terç dels diputats i que va buscar organitzar l'opinió pública contrària al projecte». El projecte de llei va ser finalment promulgat el setembre i va quedar conegut com la Lei do Ventre Livre ("llei del ventre lliure"). L'èxit de Rio Branco, no obstant, va perjudicar seriosament l'estabilitat política de l'imperi a llarg termini. La llei «va partir pel mig el partit conservador, una facció recolzava les reformes del gabinet, mentre la segona — batejats com esclavòcrates — van ser implacables en la seva oposició», donant llum a una nova lleva d'ultra-conservadors.
La Llei del Ventre Lliure i el suport de Pere II a la legislació va resultar en la pèrdua de lleialtat incondicional dels ultra-conservadors a la monarquia. El Partit Conservador havia experimentat divisions serioses durant la dècada de 1850, arran del suport de l'emperador a la política de Conciliació, que va donar origen als progressistes. En aquella època, les dues ales conservadores van mantenir la lleialtat a la corona, considerant-la imprescindible per mantenir l'estabilitat del país. En canvi, la nova generació d'ultra-conservadors no havia patit l'època de regència i l'exigència dels primers anys del regnat de Pere II; ells només havien conegut la prosperitat, la pau i una administració estable. Per a aquests - i per a les classes dominants en general - la presència d'un monarca neutral que pogués resoldre les disputes polítiques no era necessària. A més d'això, des que Pere II va definir clarament la seva posició sobre la qüestió de l'esclavitud, havia compromès aquella suposada imparcialitat.

### Declivi
Les deficiències de la monarquia van trigar molts anys per a fer-se notòries. La prosperitat del país es mantingué durant la dècada de 1880, amb l'economia i la societat desenvolupant-se ràpidament, inclòs el primer impuls organitzat pels drets de la dona. Per un altre costat, diverses cartes escrites per Pere II revelen un home envellit i cansat del món, cada vegada més alienat dels esdeveniments actuals i, en perspectiva, pessimista. Ell va romandre meticulós en les seves funcions formals d'emperador, encara que moltes vegades sense entusiasme, però ja no intervenia activament per a mantenir l'estabilitat en el país. La seva creixent «indiferència envers el destí del règim imperial» i la seva inacció davant les amenaces, van dur als historiadors a atribuir-li la «principal, tal vegada única, responsabilitat» de la dissolució de la monarquia.

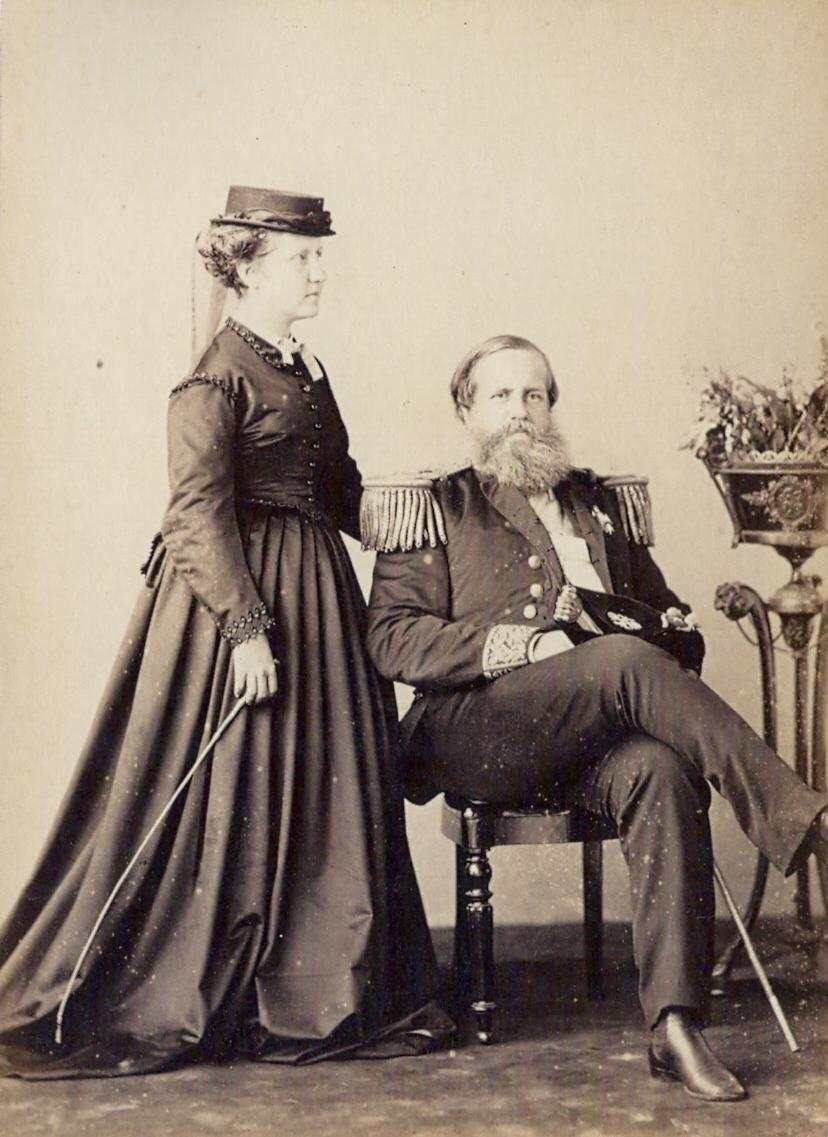
La Princesa Imperial Isabel del Brasil, amb el seu pare, l'Emperador Pere II, 1870.

La mancança d'un hereu viable, que proporcionés un nou rumb al país, també va amenaçar les perspectives a llarg termini de la monarquia brasilera. L'hereu de l'emperador era la seva filla gran, Isabel, que no tenia interès ni expectativa de convertir-se en monarca. La Constitució permetia la successió femenina al tron, però el Brasil encara era una societat molt tradicional, dominada per homes i la visió predominant era que només un monarca masculí seria capaç d'exercir com a cap d'Estat. Pere II, les elits burgeses i l'estament polític van catalogar d'impropi la successió de la corona per part d'una dona i el propi Pere II creia que la mort dels seus dos fills eren una senyal de que l'imperi estava destinat a ser suplantat.
Un emperador cansat que ja no donava més importància al seu càrrec, una hereva que no tenia cap desig d'assumir la corona i una classe dirigent cada vegada més descontenta i sense afinitat amb el paper Imperial en assumptes nacionals: tots aquests factors pressagiaven la caiguda imminent de la monarquia brasilera. Els mitjans per a aconseguir la caiguda de la família imperial immediatament van venir de la mà de l'exèrcit. El republicanisme mai havia florit fora de certs cercles elitistes i tenia poc suport fora de Rio. L'alça dels sentiments republicans i positivistes entre els oficials de l'exèrcit va començar a convertir-se en una seriosa amenaça a la monarquia, mentre que els polítics eren incapaços de restablir l'autoritat del govern sobre els militars. Aquests oficials estaven a favor d'una dictadura republicana, que creien que seria millor que la monarquia democràtica liberal.

### Caiguda

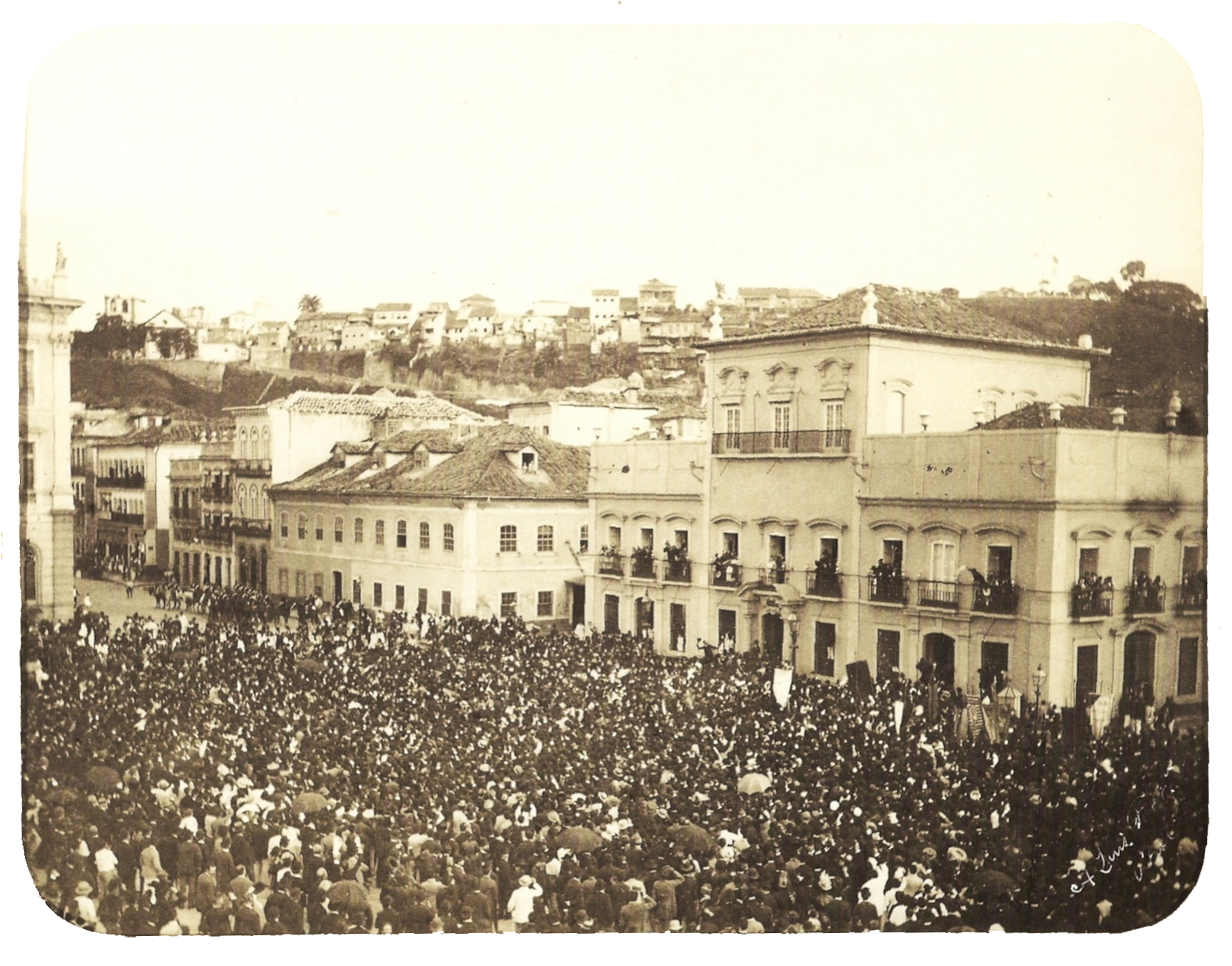
Moments posteriors a la signatura de la Llei Àurea, amb la princesa Isabel saludant a la multitud.

La llei Àurea, que abolia per complet l'esclavitud al país, va ser aprovada pel parlament mentre Pere II era fora del país, oficialment rebia tractament mèdic en Europa. La princesa Isabel, en funcions de regent, va signar-la el 13 de maig 1888. Les previsions negatives, que advertiren de pertorbacions econòmiques i laborals causades per l'abolició es van provar infundades. No obstant això, la fi de l'esclavitud va ser el cop final per a la qüestió de la neutralitat de la corona i això va resultar en un canvi evident en el suport al republicanisme pels ultra-conservadors, recolzats per rics i poderosos terratinents de la indústria cafetera, que mantenien un gran poder polític, econòmic i social en el país.
Per a evitar una reacció republicana, el govern va fer ús dels fons disponibles, resultat de la prosperitat del país, per a potenciar encara més el desenvolupament nacional. Va concedir enormes préstecs a baix cost als latifundistes i va concedir títols honorífics a prohoms amb influència per fer campanya a favor de la monarquia. També va fer un intent de resoldre la insurgència militar mitjançant el revitalització del cos de la Guàrdia Nacional, que havia de servir de contrapès a l'exercit.
Les mesures preses pel govern alarmaren els republicans civils i els positivistes de les Forces Armades. Els republicans van percebre que podrien minar el suport als seus objectius i van veure's forçat a fer un pas endavant, considerant la situació com un "ara o mai". Malgrat que el conjunt del poble brasiler mai va manifestar massivament el desig de canviar la forma de govern del país, els republicans van començar a pressionar els oficials de l'exèrcit per a esfondrar la monarquia.
Republicans i militars van donar un cop d'Estat i van instituir la república el 15 de novembre de 1889. La historiadora Lídia Besouchet va observar que «en poques ocasions s'ha vist una revolució tan petita», doncs les poques persones que van presenciar els esdeveniments no van ser conscients de que es tractava d'una revolta. Durant el cop, Pere II no va demostrar cap emoció, com si no es preocupés pel resultat i va rebutjar tots els suggeriments presentats pels polítics i caps militars per què actués per tal de sufocar la rebel·lió. L'emperador i la seva família van ser enviats a l'exili el 17 de novembre.
Les poques mostres de suport i defensa militar a la corona van ser sufocades ràpidament i, ni Pere II, ni la seva filla van manifestar-se exigint la seva restauració o encoratjant els seus partidaris a començar una guerra civil en el seu nom. La classe política, que no va formar part activa dels plans del cop d'Estat, una vegada en marxa i en vista de la submissió de l'emperador, va donar suport a la fi de la monarquia en favor d'una república. Això sí, no eren conscients que l'objectiu dels caps militars era la creació d'una república dictatorial, en comptes d'una república presidencialista i parlamentària.

## Societat

### Demografia
Des de la segona meitat del segle xviii, quan el Brasil encara era una colònia, el govern va intentar obtenir dades sobre la població. No obstant això, poques capitanies (posteriorment anomenades províncies) van recaptar les informacions sol·licitades. Un cop assolida la independència, el govern va instituir una comissió d'estadístiques en un decret de l'any 1829, amb un mandat per a realitzar un cens nacional. La comissió va ser un fracàs i va ser dissolta el 1834. Els anys següents, els governs provincials van rebre requeriments per confeccionar les estadístiques del cens, però els seus informes censals eren moltes vegades incomplets o no s'havia sotmès a tota la població. El 1851, una altra temptativa de realitzar un cens nacional va fallar després d'esclatar diverses protestes; ja que existia la creença errònia entre els brasilers d'ascendència mestissa que la investigació era un subterfugi destinat a esclavitzar qualsevol que tingués sang africana.

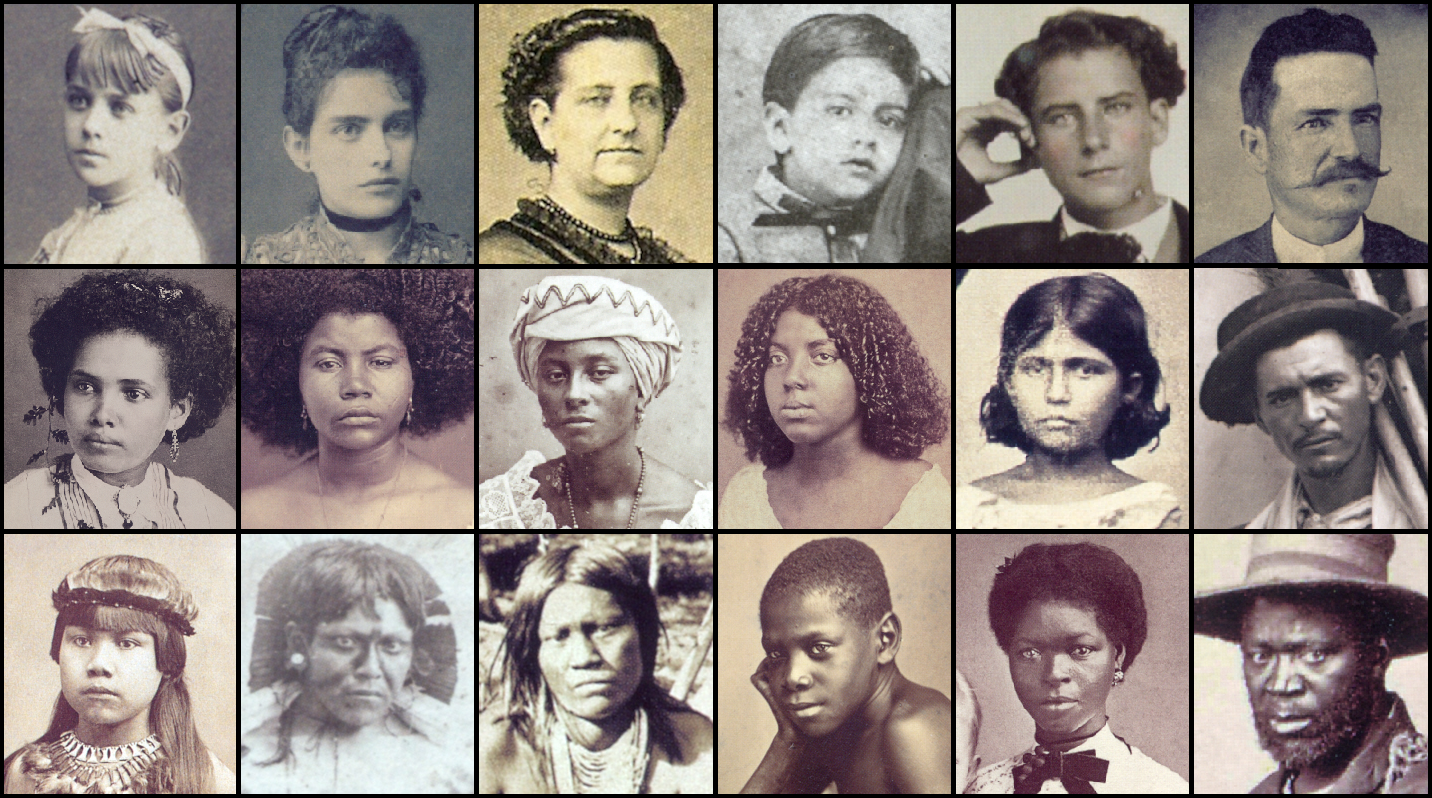
Brasilers del.

El primer cens nacional veritable amb cobertura exhaustiva i àmplia en el territori nacional va ser realitzat el 1872. L'escàs nombre d'habitants i de poblacions relacionades al cens revelaren l'enorme territori del Brasil que encara es trobava despoblat. La investigació va estimar la població brasilera en un total de 9.930.478 habitants. Les estimatives fetes pel govern en dècades anteriors mostraven 4 milions d'habitants en 1823 i 7,7 milions de persones en 1854. La població es trobava distribuïda en 641 municipis, el Municipi Neutre (equivalent al Districte Federal) i 20 províncies.
Entre la població lliure, el 23,4% dels homes i el 13,4% de les dones van ser considerats alfabetitzats. Els homes representaven el 52% (5.123.869) de la població total. Les dades poblacionals per franja d'edat van mostrar que el 24,6% de la població eren de nens menors de 10 anys d'edat; el 21,1% eren adolescents i joves d'entre 11 i 20 anys; el 32,9% eren adults d'entre 21 i 40 anys; el 8,4% tenien entre 41 i 50 anys; el 12,8% tenien entre 51 i 70 anys; i, per acabar, només el 3,4% tenien més de 71 anys d'edat. Els habitants de les regions nord-est i sud-est combinats componien el 87,2% de la població del país. El segon cens nacional va ser realitzat en 1890, quan la república brasilera tenia només alguns mesos d'edat. Els seus resultats van mostrar que la població havia crescut fins als 14.333.915 habitants.
El 1872, el pes de la població rural era enorme, si es comparava amb el de la urbana. La població de les capitals de l'Imperi representava el 10,41% de la població total, o sigui, 1.083.039 persones. Per a completar el quadre, el 48% de la població urbana es concentrava en tres ciutats: Rio de Janeiro, Salvador i Recife.

### Grups ètnics

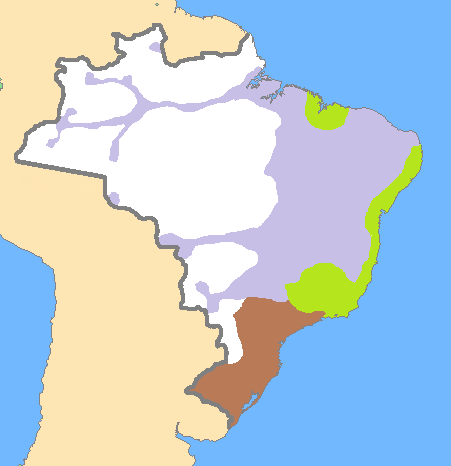
Grups ètnics predominants al Brasil:
- violeta: caboclos
- marró: blancs
- verd: mulats
- sense color: deshabitat
Nota: el 80% de la població vivia en el litoral.

En l'època del Brasil imperial es reconeixien quatre grups ètnics: blancs, negres, indígenes i pardos. El terme pardo (bru) és una designació usada per als brasilers multiracials que encara és usada oficialment - alguns estudiosos prefereixen el terme mestís - i és una categoria àmplia que inclou:
- Mulats, descendents de blancs i negres.
- Caboclos, descendents de blancs i indis.
- Cafuzos, descendents de negres i indis.

Els mestissos conformaven la majoria de la població en les regions Nord, Nord-est i Centre-Oest. La gran part de la població mulata habitava la costa est, de Natal a Rio, però també estaven presents al nord del Maranhão o el sud de Minas Gerais. Els cafuzos o zambos formaven el menor i més difícil de distingir dels subgrups de mestissos, ja que els descendents dels caboclos i mulats del sertão nordestí també entraven en aquesta categoria. Aquesta distribució segueix present en el Brasil actual.
| Any  | Blancs | Pardos | Negres | Indígenes |
| ---- | ------ | ------ | ------ | --------- |
| 1872 | 38,1%  | 38,3%  | 19,7%  | 3,9%      |
| 1890 | 44,0%  | 32,4%  | 14,6%  | 9,0%      |

Els brasilers blancs eren tradicionalment descendents dels colonitzadors portuguesos originals. A partir dels anys 1870 aquest grup ètnic també va passar a incloure altres immigrants europeus: principalment italians, espanyols i alemanys. Encara que els blancs poguessin ser trobats en tot el país, ells eren el grup majoritari en la regió sud i en la província de São Paulo. Els blancs també componien una fracció significativa (el 40%) de la població d'algunes províncies del nord-est com Ceará, Paraíba i Rio Grande do Norte. Els negres brasilers eren d'ascendència de l'Àfrica subsahariana i habitaven les mateixes àrees que els mulats. La majoria de la població de les províncies del Rio de Janeiro, Minas Gerais, Espirito Santo, Bahia, Sergipe, Alagoas i Pernambuco era composta per negres o pardos (les quatre últimes tenen els menors percentatges de blancs en tot el país, per sota del 30%). Els pobladors nadius del Brasil eren trobats principalment en el Piauí, Maranhão, Pará i Amazonas.
A causa de l'existència de comunitats ètniques i culturals diferents, el Brasil es va desenvolupar en el segle xix com una nació multiracial. No obstant això, aquesta dada és enganyosa, atès que no hi ha cap informació demogràfica disponible per als anys anteriors a 1872.

### Immigració europea

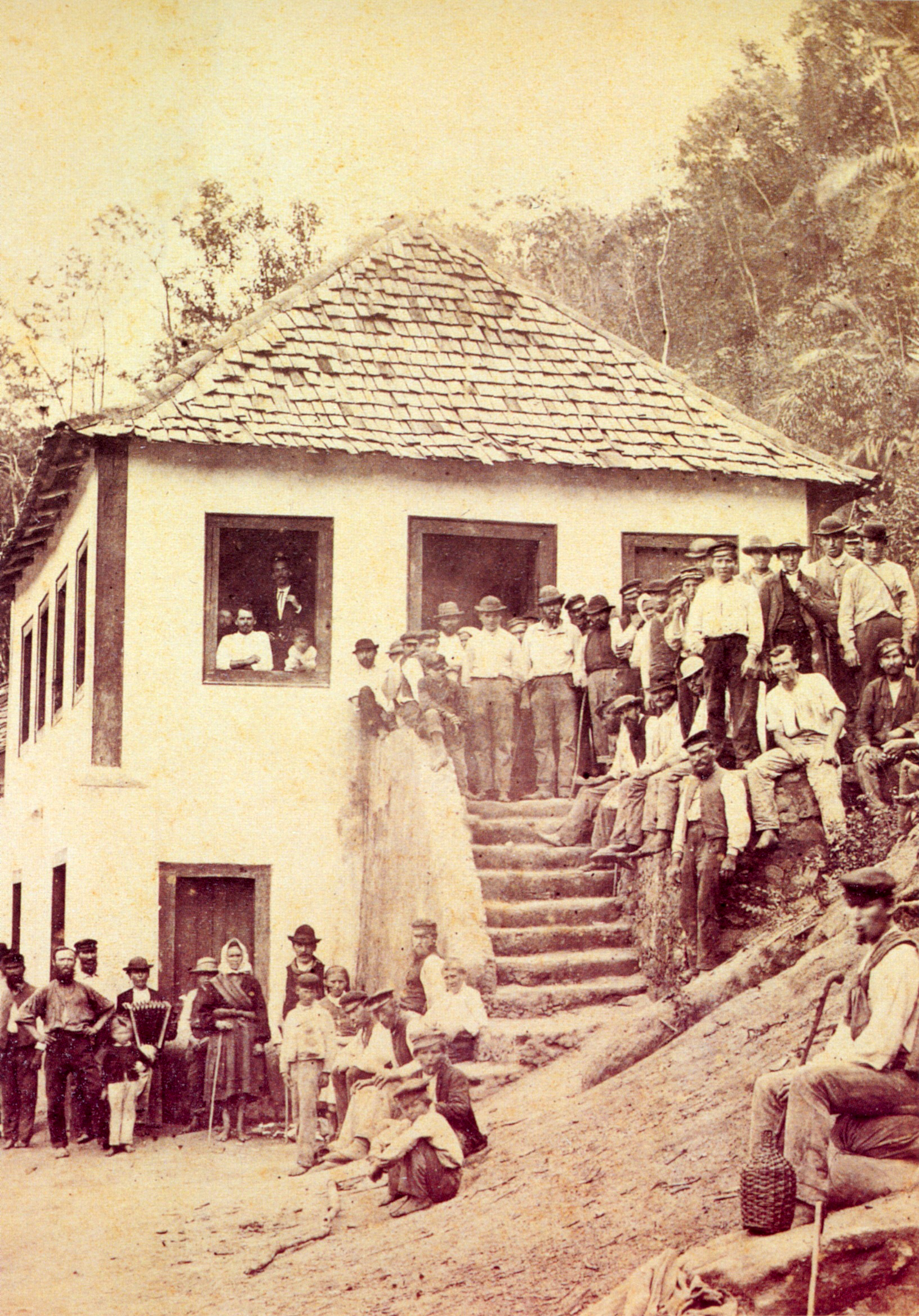
Immigrants alemanys i luxemburguesos en la colònia Santa Leopoldina, en la província d'Espírito Santo, 1875.

Abans de 1808, els portuguesos eren l'únic poble europeu que s'havia consolidat al Brasil en una quantitat significativa. Encara que britànics, alemanys, italians i espanyols ja haguessin migrat cap al Brasil, van arribar en grups molt petits i no van tenir un impacte significatiu sobre la cultura de la colònia luso-brasilera. La situació va canviar a partir de 1808, quan Joan VI va començar a incentivar la immigració vinguda de la resta de països europeus.
La primera comunitat estrangera en arribar a territori brasiler durant el segle xix va ser suïssa, amb prop de dos mil immigrants que es van establir en la província del Rio de Janeiro durant 1818. Ells van ser seguits per alemanys i irlandesos, en la dècada de 1820. Els colons alemanys es van desplaçar principalment per a les províncies del sud del país, on el clima era més semblat amb el de la seva terra natal.En la dècada de 1830, a causa de la inestabilitat de la Regència, la immigració europea va disminuir, només recuperant-se un cop Pedro II va haver pres les regnes del govern i del país. Els agricultors al sud-est, enriquits amb la lucrativa exportació del cafè, van crear el sistema de parceria per a atreure immigrants. En la pràctica, els deutes assumits pels nous colons per guanyar l'accés a les terres i poder-les treballar els convertia en esclaus virtuals dels terratinents. L'esquema va durar fins a la fi de la dècada de 1850. La immigració va sofrir un altre descens durant la Guerra de la Triple Aliança, que va ocórrer entre 1864 i 1870.
El nombre d'immigrants va augmentar en acabar la guerra, en la dècada de 1870, el que va ser anomenat com "la gran immigració". Fins a aquell moment, prop de 10 mil europeus desembarcaven al Brasil anualment, però, després de 1872, els nombres van augmentar dràsticament. L'Institut Brasiler de Geografia i Estadística (IBGE) estima que 500 mil europeus van emigrar cap al Brasil entre els anys 1808 i 1883. En els deu anys següents, el nombre de colons europeus que van arribar a Brasil va arribar a 883.668. El nombre d'europeus que van immigrar va continuar augmentant en els decennis següents, amb 862,1 mil entre 1894 i 1903; i 1.006.617 immigrants entre 1904 i 1913.
De 1872 fins a 1879, les nacionalitats que formaven la major part dels nous colons eren compostes per portuguesos (31,2%), italians (25,8%), alemanys (8,1%) i espanyols (1,9%). En la dècada de 1880, els italians superen els portuguesos (61,8% i 23,3%, respectivament) i els espanyols superen els alemanys (6,7% i 4,2%). Altres grups menors també van arribar, com russos, polonesos i hungaresos. Com gairebé tots els immigrants europeus es van establir en àrees del sud-est i del sud de l'imperi, la distribució ètnica, ja desigual abans d'aquesta immigració massiva, es va fer encara més divergent entre les regions. Per a una nació que tenia una població petita i dispersa (4 milions el 1823 i 14,3 milions el 1890), la immigració de més de 1,38 milions d'europeus va tenir un enorme efecte sobre la composició ètnica i cultural del país. Entre els censos de 1872 i 1890, la representació dels blancs havia pujat un 15%.

### Esclavitud

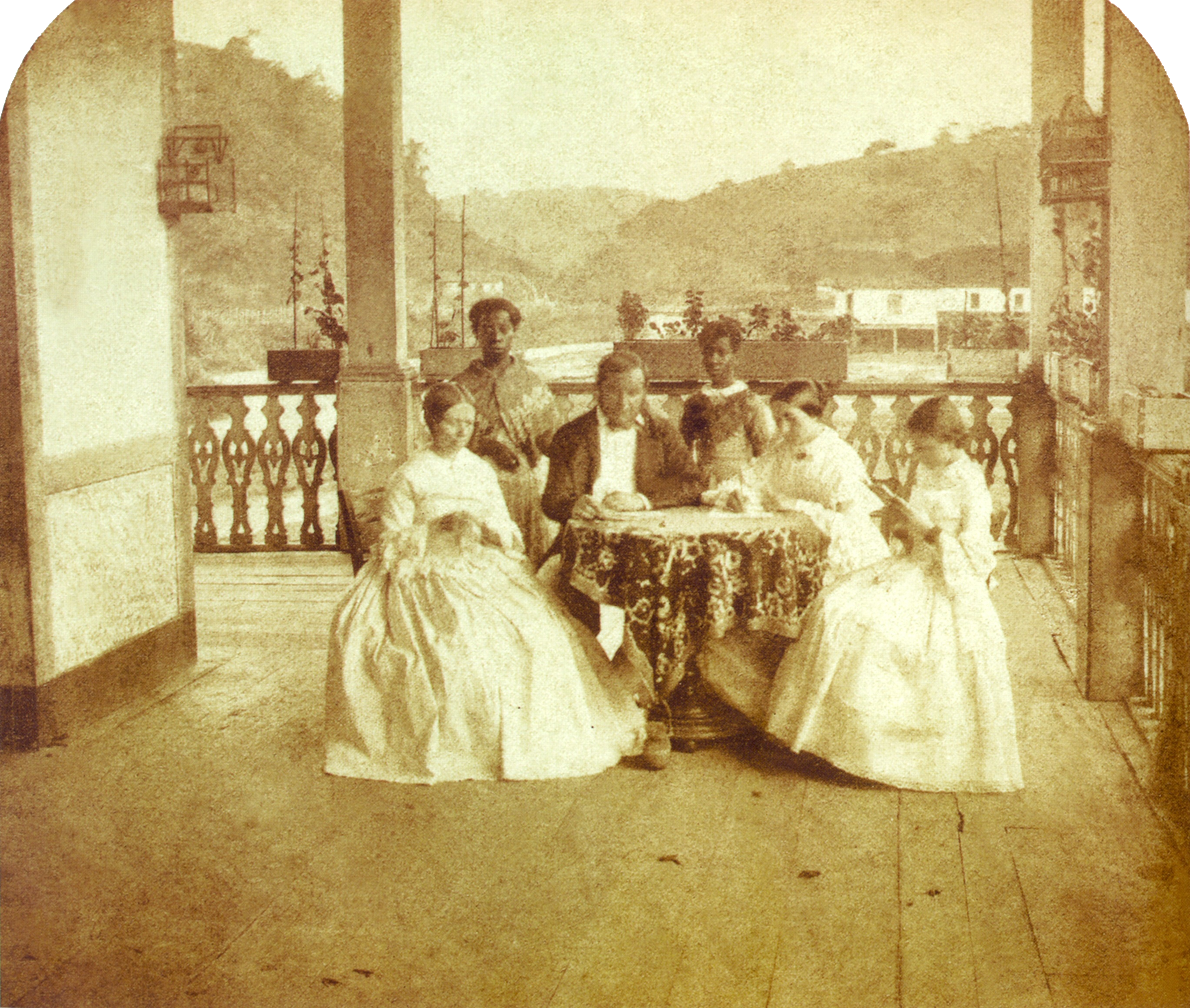
Una família brasilera i les seves esclaves domèstiques, c. 1860.

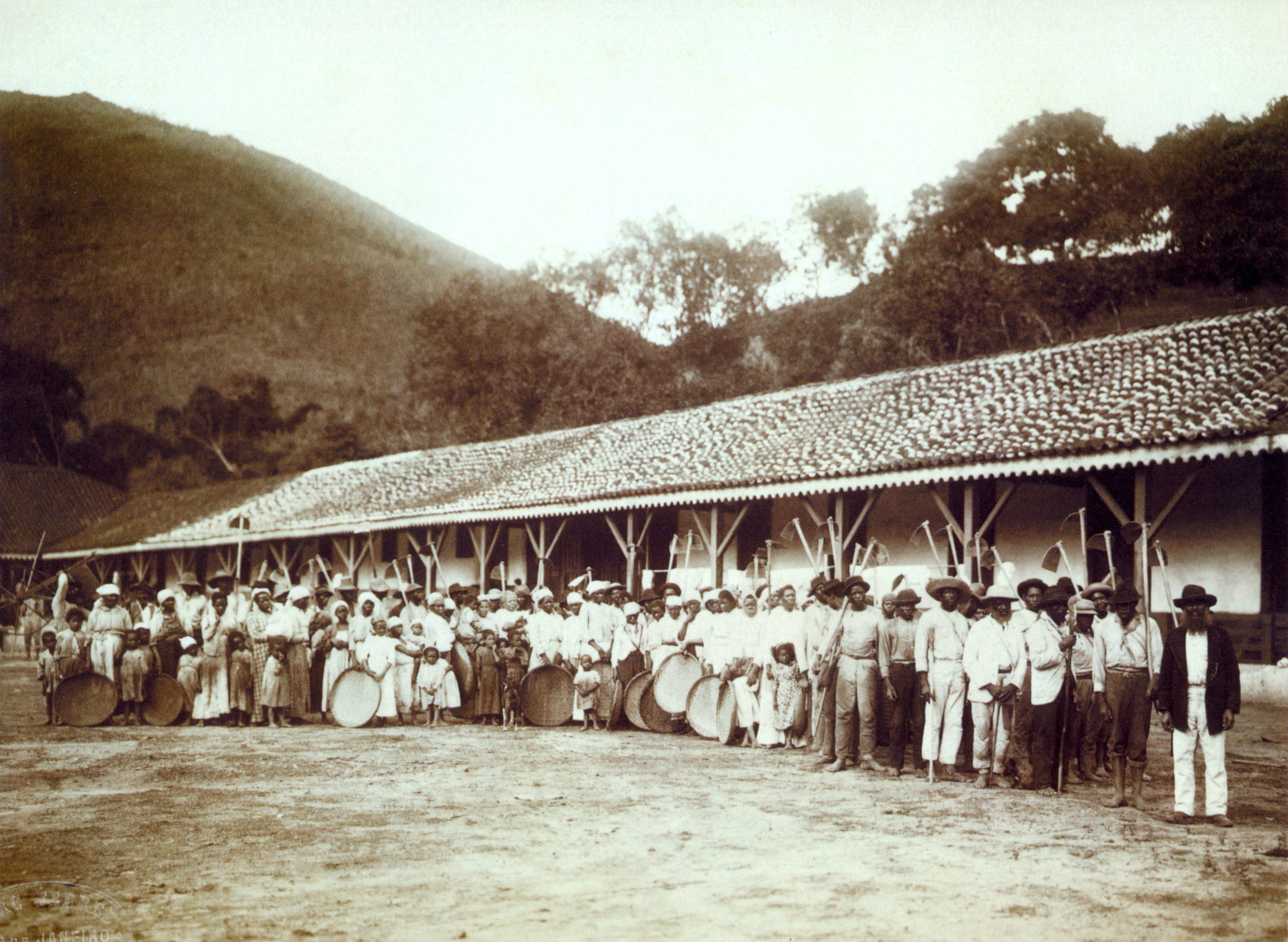
Esclaus (incloent els seus fills) reunits en una plantació de cafè al Brasil, c. 1885.

El 1823, un any després de la independència, els esclaus representaven el 29% de la població del Brasil, un nombre que va anar baixant durant tota l'existència de l'imperi: del 24% el 1854, al 15,2% el 1872 i, finalment, per sota del 5% el 1887 — l'any posterior (1888) l'esclavitud va ser totalment abolida. Els esclaus eren en la seva majoria homes adults del sud-oest d'Àfrica, de diferents ètnies, religions i llengües, que s'identificaven principalment amb el seu propi país d'origen i no pas amb una ètnia africana compartida.
Encara que els esclaus eren generalment negres o mulats, hi ha registre de casos d'esclaus blancs — producte de generacions de relacions sexuals interracials entre els amos i les seves esclaves mulates (encara que això fos molt estrany i no fos aprovat socialment). Els esclaus blancs i els seus descendents eren normalment trobats en regions dedicades a la producció de productes per a exportació per a mercats estrangers. Les plantacions de canya de sucre a la costa nord-est durant els segles xvi i xvii són l'exemple més habitual d'activitats econòmiques dependents de mà d'obra esclava. En el nord de la província del Maranhão, el treball esclau s'utilitzava en la producció de cotó i arròs durant el segle xviii. En aquest període, els esclaus també van ser explotats en la província de Minas Gerais, on hi havia extracció d'or. L'esclavitud també era comuna a Rio de Janeiro i São Paulo durant el segle xix, principalment per al cultiu del cafè, que va fer-se vital per a l'economia nacional.
La major part dels esclaus eren forçats a treballar en les plantacions. Relativament pocs brasilers posseïen esclaus i la major part de les petits i mitjans terratinents empraven treballadors lliures. Els esclaus també podien trobar-se disseminats en altres funcions: alguns van ser usats com empleats domèstics, agricultors, miners, prostitutes, jardiners, etc. Alguns esclaus lliberts van passar a adquirir esclaus i, fins i tot, es donaren casos d'esclaus que tenien els seus propis esclaus. Durant tota l'època en què el comerç d'esclaus era legal, va existir el costum de vendre les famílies senceres en lots, prenent cura per a no separar-los. Això feia minvar el risc de fuga, per por a les represàlies.
La distribució dels esclaus no era geogràficament uniforme en tot el Brasil. El 1864, només cinc províncies (Rio amb el 23%, Bahia amb el 18%, Pernambuco amb el 15%, Minas amb el 14% i São Paulo amb el 5%) s'hi trobaven el 75% dels esclaus del país, que a l'època es comptaven per un total de 1,7 milions d'individus. Entre les restants 15 províncies, destacava el Maranhão amb el 4% de la població esclava brasilera. Al voltant de 1870, sis províncies (Rio, Bahia, Minas, São Paulo, Rio Grande do Sul i Pernambuco) tenien el 79% del total de la població esclava del país, mentre que cap altre arribava al 5%.
Els esclaus que eren alliberats es convertien en ciutadans amb tots els drets civils garantits, a excepció del dret a vot, que no els va ser concedit fins al 1881.

### Noblesa

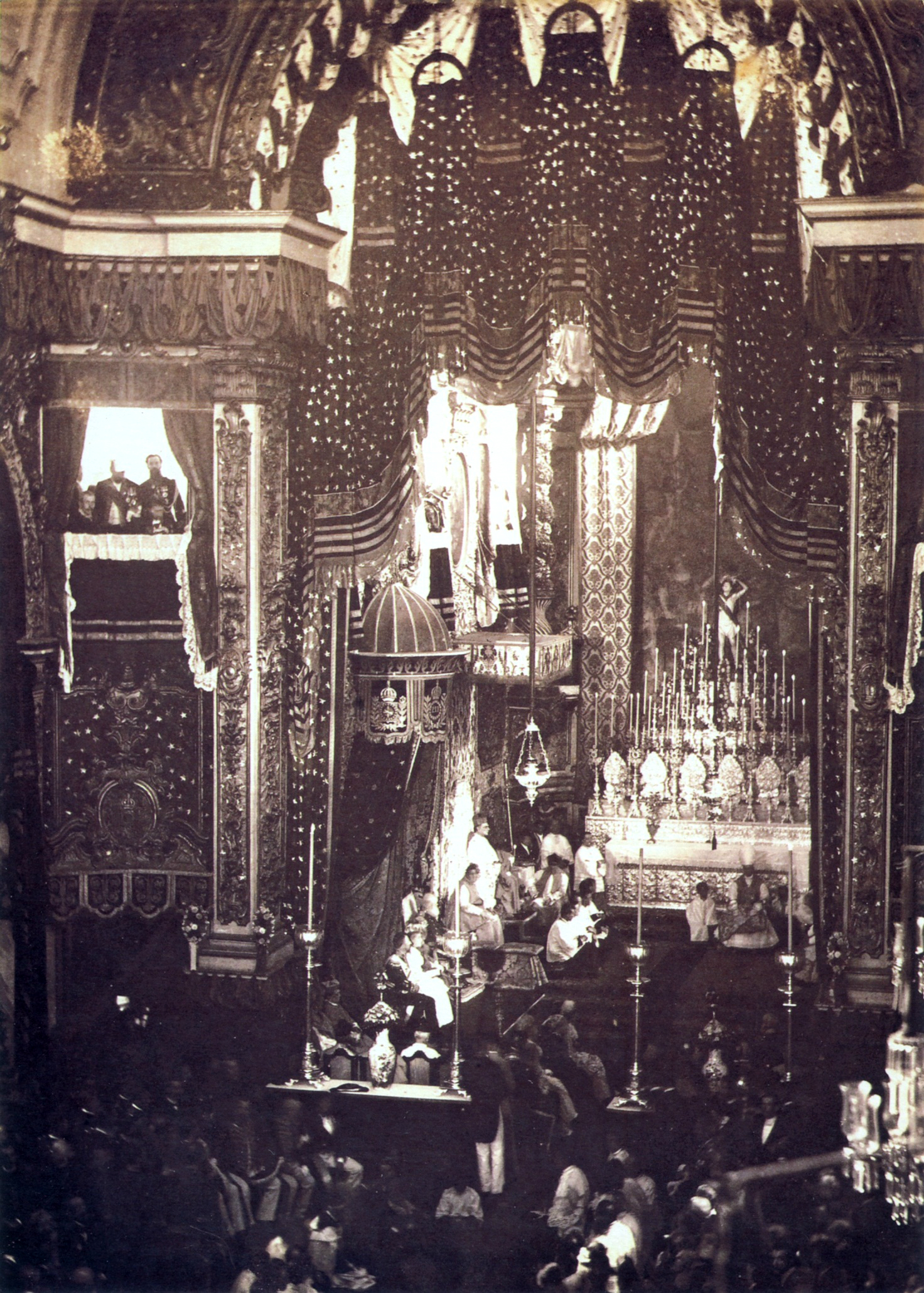
Aclamació de la princesa imperial Isabel, 1887. En certes cerimònies oficials els participants eren obligats a usar vestimenes de la cort.

La noblesa brasilera difereix substancialment de les seves contraparts europees: els títols nobiliaris no eren hereditaris, sent l'única excepció els membres de la família imperial. Aquells que havien rebut un títol nobiliari no eren considerats com a pertanyents a una classe social separada i no van rebre cap apanatge, estipendi o emolument. No obstant això, moltes classes, tradicions i normatives en el sistema de noblesa del Brasil Imperial van ser adoptats directament de l'aristocràcia portuguesa. Durant el regnat de Pere I, no hi havia requisits clars per rebre títols. Durant el regnat de Pere II, un cop acabada la regència, la noblesa va evolucionar cap a una meritocràcia, amb títols concedits en reconeixement de l'excel·lent servei d'un individu envers l'Estat brasiler o per al bé comú.) El fet que algú fos agraciat amb un títol nobiliari o una honraria dintre del sistema de noblesa del Brasil Imperial, no significava necessàriament un reconeixement a la seva il·lustre ascendència, encara que moltes vegades coincidia.
Era el dret de l'emperador, com a cap del Poder Executiu, concedir títols i honors. Els títols de noblesa eren, en ordre creixent: fidalgo, baró, vescomte, comte, marquès i duc. A més de la posició en la jerarquia de noblesa, havia altres distincions entre rangs: comtes, marquesos i ducs eren, inherentement, "Grans de l'Imperi"; mentre que els barons i vescomtes podien ser agraciats "amb grandesa" o sense grandesa. Totes les posicions oficials de la noblesa brasilera tenien el tractament de Sua Excelência.
Entre 1822 i 1889, 986 persones van aconseguir un títol nobiliari. Només tres es van fer ducs: Augusto de Beauharnais, Duc de Santa Cruz (era cunyat de Pere I), Isabel Maria de Alcântara Brasileira, Duquessa de Goiás (filla il·legítima de Pere I) i, finalment, Luís Alves de Lima e Silva, Duc de Caxias (heroi de la Guerra al Paraguai). Els altres títols concedits van ser els següents: 47 marquesos, 51 comtes, 146 vescomtes amb "grandesa", 89 vescomtes sense grandesa, 135 barons amb grandesa i 740 barons sense grandesa, resultant en un total de 1.211 títols nobiliárquicos. Els títols de la noblesa brasilera no es limitaven als brasilers del sexe masculí: també es van concedir títols a estrangers, dones, negres, indígenes i mestissos.
La petita noblesa, que no tenia títols, era composta per membres de les ordres imperiais. Havia sis d'elles: Imperial Ordre del nostre Senyor Jesucrist, Imperial Ordre de São Bento de Avis, Imperial Ordre de Sant'Iago da Espada, Imperial Ordre del Cruzeiro, Imperial Ordre de Pedro I i Imperial Ordre de la Rosa.

### Religió

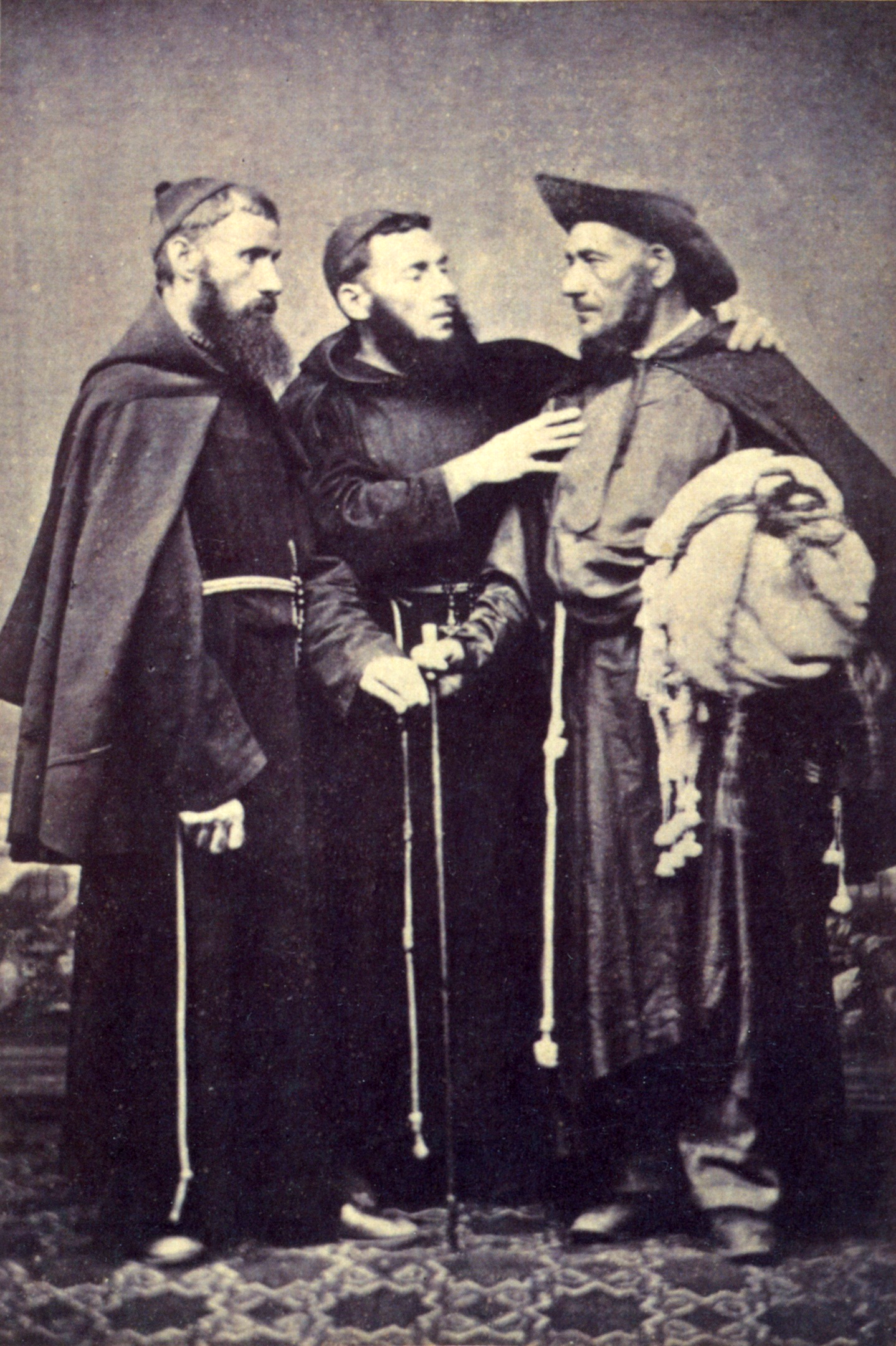
Tres frares brasilers de 1875.

L'article 5è de la Constitució va declarar el catolicisme com la religió de l'Estat. No obstant això, el clergat era insuficient, indisciplinat i poc educat, el que va dur progressivament a una pèrdua general de respecte per l'Església Catòlica. Durant el regnat de Pere II, el govern imperial va iniciar un programa de reformes destinat a corregir aquestes deficiències. Com el catolicisme era la religió oficial, l'emperador exercia un gran control sobre els assumptes de l'Església: pagava els salaris dels religiosos, nomenava els cures i bisbes, ratificava butlles pontifícies i supervisava els seminaris. En la línia d'aquesta reforma, el govern va seleccionar bisbes amb una moralitat, postura en relació l'educació i suport a la reforma conforme als seus interessos. No obstant això, segons s'anaven incorporant homes més capaços a les esferes de poder de l'Església brasilera, el ressentiment contra el control del govern anava augmentant. Els clergues catòlics es van aproximar al Papa i a les seves doctrines. Això va resultar en una sèrie d'enfrontaments durant la dècada de 1870 entre els clergues i el govern, ja que els primers volien una relació més directa amb Roma, mentre que el segon buscava mantenir la seva supervisió dels assumptes de l'Església.
La constitució permetia que els seguidors d'altres religions no catòliques practiquessin les seves creences religioses, encara que només podia fer-se en privat. Era prohibida la construcció d'edificis religiosos no catòlics. Des de bon començament, però, aquestes restriccions eren ignorades per ciutadans i autoritats. A Belém, la capital de la província del Pará, va construi-se la primera sinagoga del país, l'any 1824. Els jueus van migrar cap al Brasil immediatament després de declarar-se la independència i es van establir principalment en les províncies del nord-est i del nord. Al voltant de 1880, hi havia diverses comunitats jueves i sinagogues escampades per tot el Brasil.
Els protestants van ser un altre grup que va començar a establir-se al Brasil en l'inici del segle xix. Els primers protestants eren anglesos i una església anglicana va ser inaugurada a Rio de Janeiro el 1820. Uns altres van ser establir-se posteriorment en les províncies de SãoPaulo, Pernambuco i Bahia. Aquests van ser seguits per luterans alemanys i suïssos que es van establir en les regions sud i sud-oest i van construir els seus propis centres de culte. Després de la Guerra Civil dels Estats Units de 1860, diversos emigrants del sud del país que intentaven escapar de la Reconstrucció, es van establir a São Paulo. Diverses esglésies nord-americanes van patrocinar activitats missioneres, incloent baptistes, luterans, congregacionals i metodistes.
Entre els esclaus africans, el catolicisme era la religió majoritària. Gran part dels esclaus va venir originalment de les parts del mitjà-oest i del sud-oest de la costa africana. Per més de quatre segles, aquesta regió havia estat blanc d'activitats missioneres cristianes. Alguns africans i els seus descendents, no obstant això, van sostenir elements de les tradicions religioses politeistes, fonent-los amb els del catolicisme. Això va resultar en la creació de credos sincrètics, com el candomblé. L'islamisme també era practicat entre una petita minoria d'esclaus africans, malgrat haver estat durament reprimit fins a ser completament extinct a la fi del segle xix. Fins a l'inici del segle xix, els indígenes, principalment els de la costa est del país, havíen estat assimilats o exterminats. Algunes tribus van resistir a l'assimilació fugint cap a l'oest, on van ser capaços de mantenir les seves diverses creences politeistess. Una part va acabar en petits poblats o reserves, sota administració governamental, on finalment van acabar sent convertits al catolicisme.

## Govern i política

### Parlament

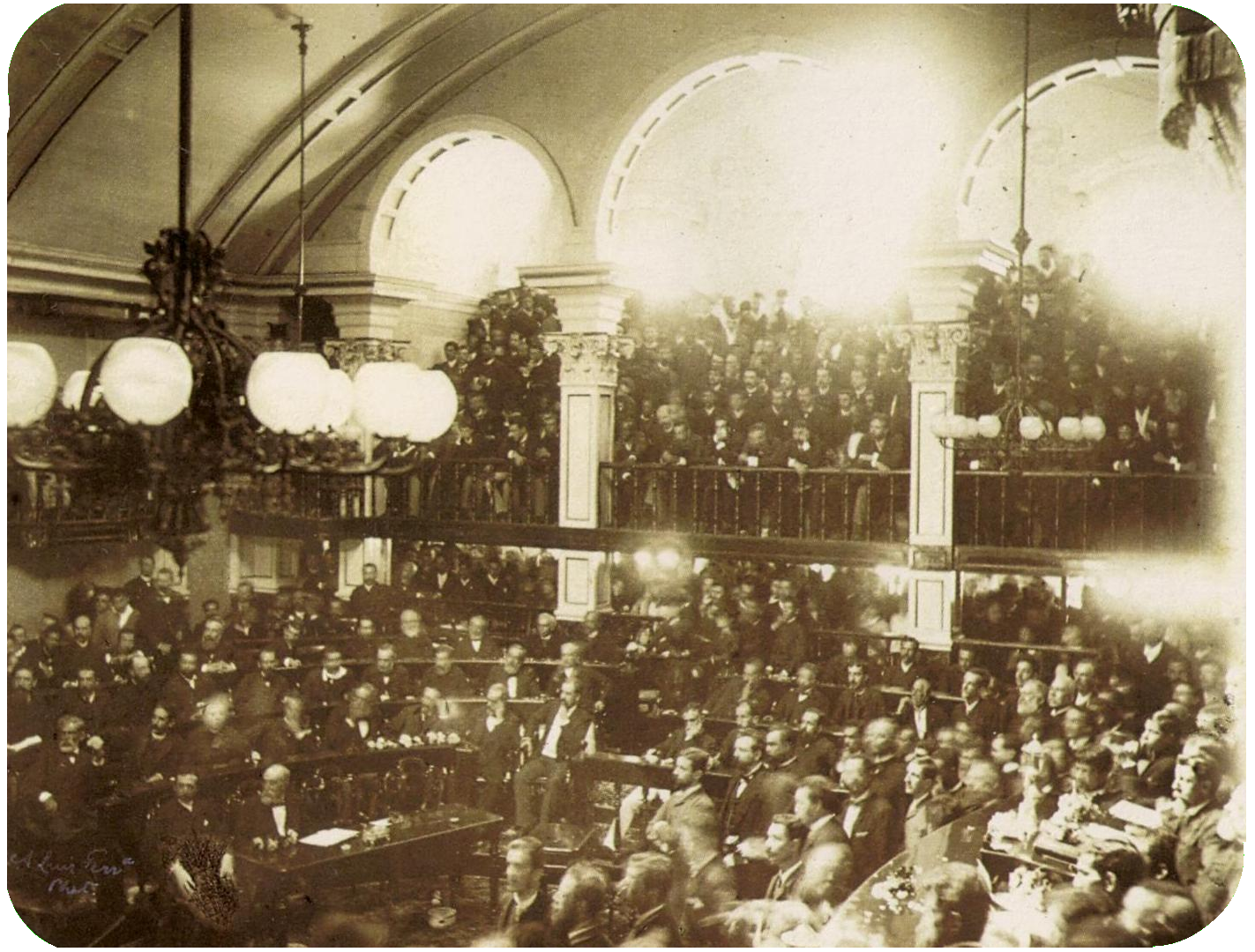
Senat brasiler, el 1888, durant la votació de la Llei Áurea, mentre una gran multitud assistia a les graderies.

L'article 2n de la Constitució de 1824 defineix els papers de l'Emperador i de l'Assemblea General (o Parlament), que en aquell moment era composta per 50 senadors i 102 diputats generals com a representants de la nació. La constitució va dotar l'Assemblea amb la qualificació i l'autoritat per a crear legislació i moderar els poders executiu i judicial com "delegacions de la nació".
Les prerrogatives i autoritat concedida al legislatiu dintre de la constitució significava que aquest podria i hauria d'ocupar un paper important i indispensable per al funcionament del govern; és a dir, no era una mera institució de palla. Solament l'Assemblea General podia decretar, revocar, interpretar i suspendre lleis en els termes de l'article 13 de la Constitució. El legislatiu també ocupava el poder de fer els pressupostos de la nació i estava obligat a autoritzar anualment despeses i impostos. Aprovava i exercia la supervisió de préstecs i deutes del govern. Altres responsabilitats confiades a l'Assemblea incloïen definir la grandària de les forces militars, la creació de càrrecs dintre del govern, el seguiment del benestar nacional i la garantia de que el govern estava funcionant conforme a la constitució. Aquesta última disposició va permetre una àmplia autoritat per a que la legislatura examinés i debatés la política i conducta del govern.
En qüestió de política exterior, la constitució (article 102) exigia que l'Assemblea General fos consultada sobre declaracions de guerra, tractats i la conducció de les relacions internacionals. Un determinat legislador podria utilitzar aquestes disposicions constitucionals per a bloquejar o limitar les decisions de les polítiques del govern.
Durant les seves sessions anuals de quatre mesos, l'assemblea realitzava debats públics, que eren àmpliament divulgats i formaven un fòrum nacional per a l'expressió de preocupacions del públic de totes les parts del país. Era sovint un local per a expressar queixes i oposició a les polítiques. Els legisladors gaudien d'immunitat contra processos en l'exercici de les seves funcions. Només les pròpies cambres de l'assemblea podien ordenar la presó d'un membre durant el seu mandat: «amb qualsevol responsabilitat real per a la conducció real de les coses, els legisladors eren lliures per a proposar reformes radicals, defensin solucions ideals i denunciïn la conducta comprometedora per part del govern».

### Emperador i Consell de Ministres

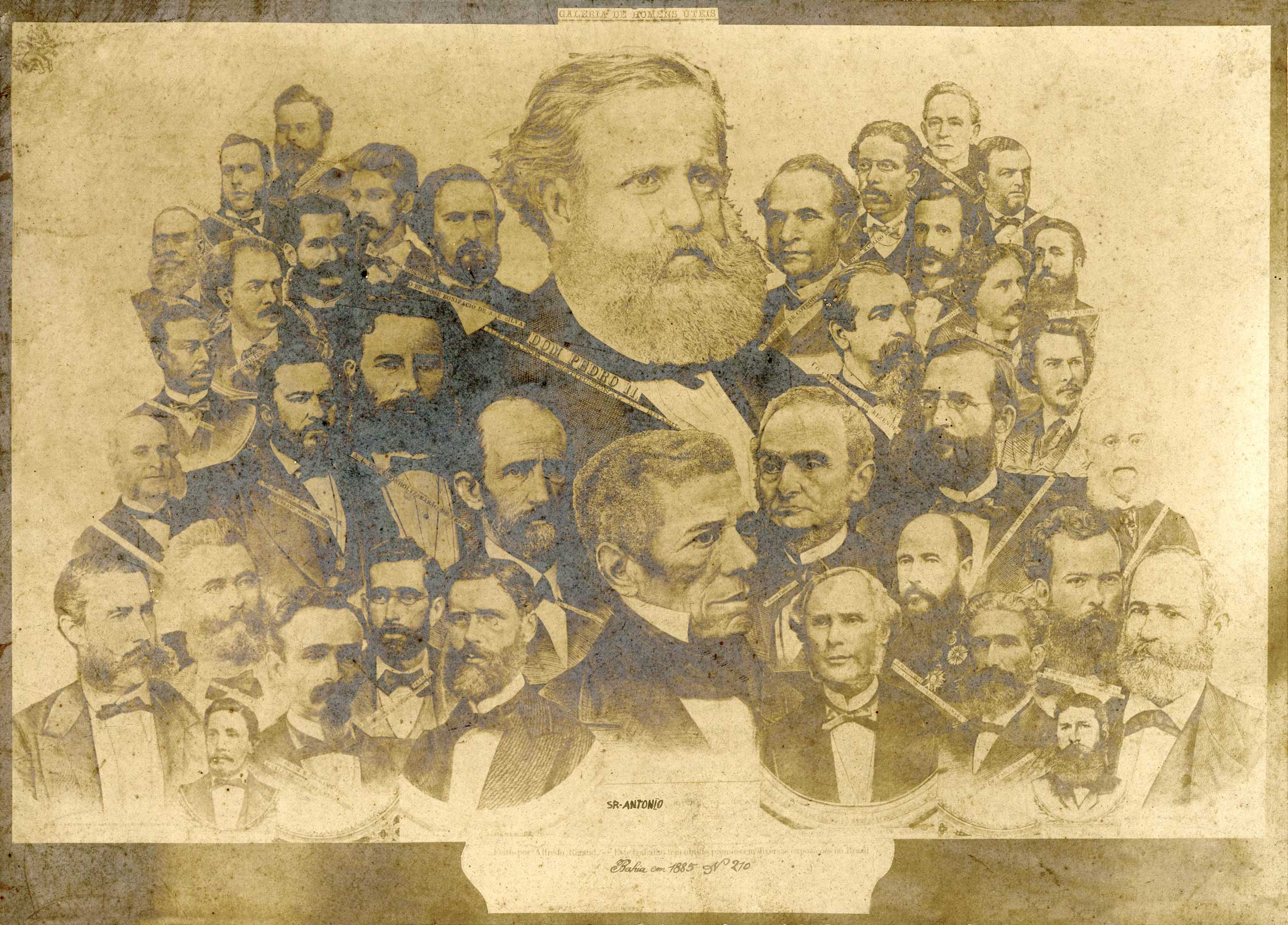
L'emperador Pere II envoltat per prominents figures polítiques nacionals, c. 1875.

L'emperador era el cap del Poder Moderador, figura suprema amb la funció d'equilibrar la resta de poders i vetllar per l'interès general i també era el cap de l'executiu. Era auxiliat pel Consell d'Estat i pel Consell de Ministres, respectivament; tenia la paraula final i mantenia el control sobre el govern nacional. Ell era l'encarregat de garantir la independència i l'estabilitat nacional. La Constitució (article 101) restringia les vies per les quals podria arribar a imposar la seva voluntat sobre l'Assemblea General. El seu principal recurs era el dret de dissoldre o prorrogar les sessions legislatives. En el Senat, l'autoritat d'un emperador per nomenar els senadors no li donava necessàriament influència, per tant, els senadors eren lliures de la pressió del govern. En aquestes ocasions, quan la Cambra dels Diputats era dissolta, noves eleccions eren obligatòriament i immediatament realitzades i la nova cambra era electa: «aquest poder era eficaç quan es feia servir com una amenaça. No podria ser emprat repetidament, ni havia de servir directament en favor de l'Emperador».
Durant el regnat de Pere I, la Cambra dels Diputats mai va ser dissolta i les sessions legislatives mai van ser prorrogades o ajornades. Sota el govern de Pere II, la Cambra dels Diputats era dissolta només a petició del President del Consell de Ministres (o primer ministre). Va haver-hi onze dissolucions durant el seu regnat i, d'aquestes, deu van ocórrer després d'haver consultat al Consell d'Estat, tràmit que no era exigit per la Constitució. Existia un equilibri constitucional de poder existent entre l'Assemblea General i el poder executiu sota comandament de l'emperador. El legislatiu no pot governar sol i el monarca no pot forçar la seva voluntat sobre l'Assemblea. El sistema només va funcionar bé quan l'Assemblea i l'Emperador actuaven amb un esperit compartit de cooperació pel bé nacional.
L'any 1847 es va afegir un nou element, amb la creació oficial de la figura del President del Consell de Ministres, que a la pràctica ja existia des de 1843. Per la seva posició, el president del Consell havia de lidar tant amb el seu partit com davant l'emperador, podent entrar en conflicte.

### Govern provincial
Quan es va promulgar l'any 1824, la Constitució Imperial va crear el Consell General de Província, el legislador de les províncies. Aquest consell era compost per 21 o 13 membres electes, depenent de la grandària de la població de la província. Totes les "resolucions" (lleis) creades pels consells necessitaven de l'aprovació de l'Assemblea General, sense dret de recurs. Els Consells Provincials tampoc tenien autoritat per a augmentar la recaptació tributària i els seus pressupostos eren debatuts i ratificats igualment per l'Assemblea General. Les províncies no tenien autonomia i eren subordinades per complet al govern nacional.
Amb l'esmena constitucional de 1834, coneguda com Acte Addicional, els Consells Generals de Províncies van ser substituïts per les Assemblees Legislatives Provincials. Les noves Assemblees gaudien d'una autonomia molt major en relació al govern nacional. L'Assemblea Provincial era composta per 36, 28 o 20 diputats electes, segons la grandària de la població de la província. L'elecció de diputats provincials seguia el mateix procediment usat per a triar diputats generals per a la Cambra dels Diputats.
Les responsabilitats de l'Assemblea Provincial incloïen definir pressupostos i cobrar els impostos necessaris per a finançar les provincies i els municipis, proporcionar l'ensenyament bàsic i secundari (l'ensenyament superior era de responsabilitat del govern nacional), de fiscalitzar i controlar les despeses provincials i municipals, preveure l'aplicació de la llei i a mantenir les forces policials. Les Assemblees també controlaven la creació i extinció de salaris per a càrrecs en els serveis públics provincials i municipals. El nomenament, suspensió i acomiadament d'operaris públics era reservada per al president (governador) de la província, però com i en quines circumstàncies podria exercir aquestes prerrogatives era quelcom orquestat per l'Assemblea. L'expropriació de propietats privades (amb la deguda compensació monetària) per interessos provincials o municipals també era un dret de l'Assemblea. En resum, l'Assemblea Provincial podia decretar qualsevol tipus de llei sense la ratificació del parlament brasiler, sempre que aquestes no violessin o envaïssin la constitució. No obstant això, les províncies no estaven autoritzades a la legislar en les àrees del dret penal, lleis processals penals, drets i obligacions civils, forces armades, pressupost nacional o qüestions relacionades amb els interessos de la nació, com ara les relacions internacionals.
Els presidents de les províncies eren nomenats pel govern nacional i eren, en teoria, encarregats de dirigir la província. En la pràctica, no obstant, el seu poder era intangible i variava de província en província, basat en un grau relatiu d'influència i caràcter personal de cada president. Com el govern nacional volia garantir que aquests fossin lleials, els presidents sovint eren destinats a províncies on no tenien llaços polítics, familiars o d'altres tipus. A més, per dissuadir-los d'establir relacions i guanyar suports, els presidents eren limitats a un únic mandat, que acostumava a durar un sol any. Com el president generalment passava gran part del temps lluny de la província, moltes vegades viatjant per la seva província natal o per la capital imperial, el governador de facto era el vicepresident, que era escollit per l'Assemblea Provincial i normalment es tractava d'un polític local. Amb poc poder per minar l'autonomia provincial, el president era un agent del govern cèntric, amb poques funcions més enllà de transmetre els interessos del govern de Rio als polítics provincials. Els presidents podien ser usats pel govern central de diverses maneres, però al mateix temps, havia d'aconseguir la manera de poder treballar amb els polítics provincials i locals que pertanyien al seu mateix partit polític. Aquesta interdependència va crear una relació complexa, que era basada en els intercanvis de favors, interessos privats, objectius partidaris, negociacions i altres maniobres polítiques.

### Govern local

Mapa del Município Neutro (ciutat de Rio de Janeiro), capital de l'Imperi.

La Cambra Municipal (consell municipal) era l'òrgan de govern en les ciutats i ja existia al Brasil des de l'inici del període colonial, en el segle XVI. La cambra era composta per regidors i el seu nombre depenia de la grandària de la ciutat. Al contrari del Consell General Provincial, la Constitució va donar als consells municipals una gran autonomia. No obstant això, quan les Assemblees Provincials van substituir el Consell General Provincial en 1834, molts dels poders de les cambres municipals (com ara la definició dels pressupostos municipals, el control de les despeses, la creació de llocs de treball i el nomenament de funcionaris públics) van ser transferits per al govern provincial. A més d'això, totes les lleis promulgades pel consell de la ciutat van passar a necessitar de la ratificació de l'Assemblea Provincial, però no del Parlament nacional. En resultes, l'Ato Adicional va concedir nous poders als governs provincials, heretats tant del govern central com dels ajuntaments. En aquests ajuntaments no existia el càrrec d'alcalde, sinó que eren dirigits per un consell municipal. El seu president era el regidor que havia obtingut major nombre de vots durant les eleccions.

### Eleccions
Fins al 1881, el vot era obligatori i les eleccions ocorrien en dues etapes. En la primera fase els ciutadans amb dret a vot escollien els electors que, tot seguit, triaven els diputats i senadors. L'emperador, per la seva part, escollia un senador més a partir d'una llista de tres candidats que havien rebut un nombre més gran de vots. Els electors també escollien els diputats provincials (membres de les assemblees provincials) i regidors (membres dels consells municipals), sense la implicació imperial en la selecció final. Tots els homes casats de més de 21 anys i els solters de més de 25 anys, sempre que tinguessin un renda anual mínima de 100.000 reals, tenien dret a votar en la primera fase. Per poder optar a fer-se elector era necessari rebre una renda anual superior als 200 mil reals. L'exigència de renda era suficientment baixa com per garantir que qualsevol home amb feina estigués qualificat per a votar. Per exemple, el 1876, els funcionaris públics amb menor salari eren els zeladors i guanyaven anualment 600 mil reals.
El sistema brasiler era relativament democràtic, en una època en què les eleccions indirectes eren més comunes en les democràcies consolidades. L'exigència de renda mínima era molt major al Regne Unit i encara s'incrementà després de les reformes de 1832. En aquell moment, els únics països que no exigien un nivell mínim de renda per tenir dret a vot eren França i Suïssa. És probable que cap país europeu tingués llavors una legislació tan liberal com la brasilera.
La majoria dels votants brasilers tenien rendes baixes. Per exemple, el 1876 en la ciutat de Formiga, Minas Gerais, els pobres constituïen el 70% de l'electorat. En Irajá, Rio de Janeiro, els pobres suposaven el 87% de la població amb dret a vot. Els exesclaus no podien votar, però els seus fills i néts sí. També podien votar els analfabets, una veritable excepció a nivell mundial. El 1872, el 10,8% de la població brasilera va votar en el primer torn (el 13% de la població lliure). En comparació, la participació electoral al Regne Unit el 1870 va ser del 7% de la població total; a Itàlia va ser del 2%; a Portugal el 9% i als Països Baixos, del 2,5%. El 1832, l'any de la reforma electoral britànica, prop del 3% dels britànics van votar. Encara que el nombre de votants fos alt, el nombre d'electors no ho era tant: representaven entre el 1,5% i el 2% de la població. El cos electoral era tan reduït que havia casos de diputats triats amb una mica més d'un centenar de vots.
Encara que els fraus electorals eren comuns, representaven un problema seguit de prop per l'emperador, polítics i observadors de l'època. La situació va ser considerada una qüestió important i es van seguir diverses temptatives per a corregir aquests abusos, sent que es van succeir diverses lleis electorals per a combatre els fraus. Les reformes de 1881 van portar canvis significatius: elles van eliminar el sistema electoral en dues fases, introduint la votació directa i facultativa i va permetre els vots dels exesclaus i també dels no-catòlics. En canvi, els ciutadans analfabets ja no podien votar més i, per aquest motiu, la participació en les eleccions va caure del 13% a només el 0,8% el 1886. El 1889, menys del 15% de la població brasilera sabia llegir i escriure.
Tot i que el nombre de votants fos alt, això no significava una àmplia representació de la població: el cos electoral encara era petit, corresponent a entre el 1,5% i el 2%. Les reformes que pretenien eliminar fraus electorals i garantir la representació de l'oposició van ser implementades el 1842, 1855 i 1860, però totes van fallar. No van ser capaces de permetre una representació més àmplia de la població, ja que cap d'aquestes atacaven l'arrel del problema: la oligarquia latifundista de la qual depenia una immensa part de la població, la marginalització de grans segments de la població dins dels sectors econòmics productius i la falta d'institucions que garantissin la independència dels electors. Les eleccions eren controlades pels cabdills locals que, mitjançant el sistema de clientelisme i patronatge, podien desviar una gran part dels vots cap als seus candidats favorits.
Només una petita part de la població urbana tenia una noció aproximada de la naturalesa real i del funcionament de les noves institucions. Els votants eren convocats a les eleccions pels patrons, autoritats del govern, pels jutges de pau, pels comissaris de policia, pels comandants de la Guàrdia Nacional. La lluita política era intensa i violenta. El que estava en joc no era l'exercici d'un dret de ciutadà sinó el domini polític local. El cap polític local no podia perdre les eleccions. La derrota significava desprestigi i pèrdua de control de càrrecs públics. Una figura important era el capanga electoral. Els capangas cuidaven de la part més truculenta del procés. Eren persones violentes, a sou dels caps locals, a qui havien de protegir i, sobretot, servir per amenaçar i acoquinar els adversaris, si fos possible evitant que competissin en els comicis. No era estrany que xoquessin els capangues d'un i altre rival, donant peu a polèmiques electorals de les que aquesta època anava plena. Fins i tot a Rio, la capital i major ciutat del país, l'actuació dels capangues, sovint practicants de capoeira, era ben comuna. El dia de les eleccions, bàndols armats sortien pels carrers atemorint els ciutadans. Votar era perillós i es pot comprendre que, en aquestes circumstàncies, molts ciutadans no gosessin comparèixer, amb recel de patir represàlies. Però no acabaven aquí les malifetes electorals. En cas de no haver compareixença de votants, la jornada electoral continuava com si no res. L'acta electoral es redactava com si no hagués passat res fora del comú. Es van anomenar eleccions a bico de pena (a portaploma). Per norma general, aquestes eren les quals donaven una aparença de major regularitat, perquè constava en acta que la jornada havia passat sense violència i absolutament conforme amb les lleis.

### Forces armades

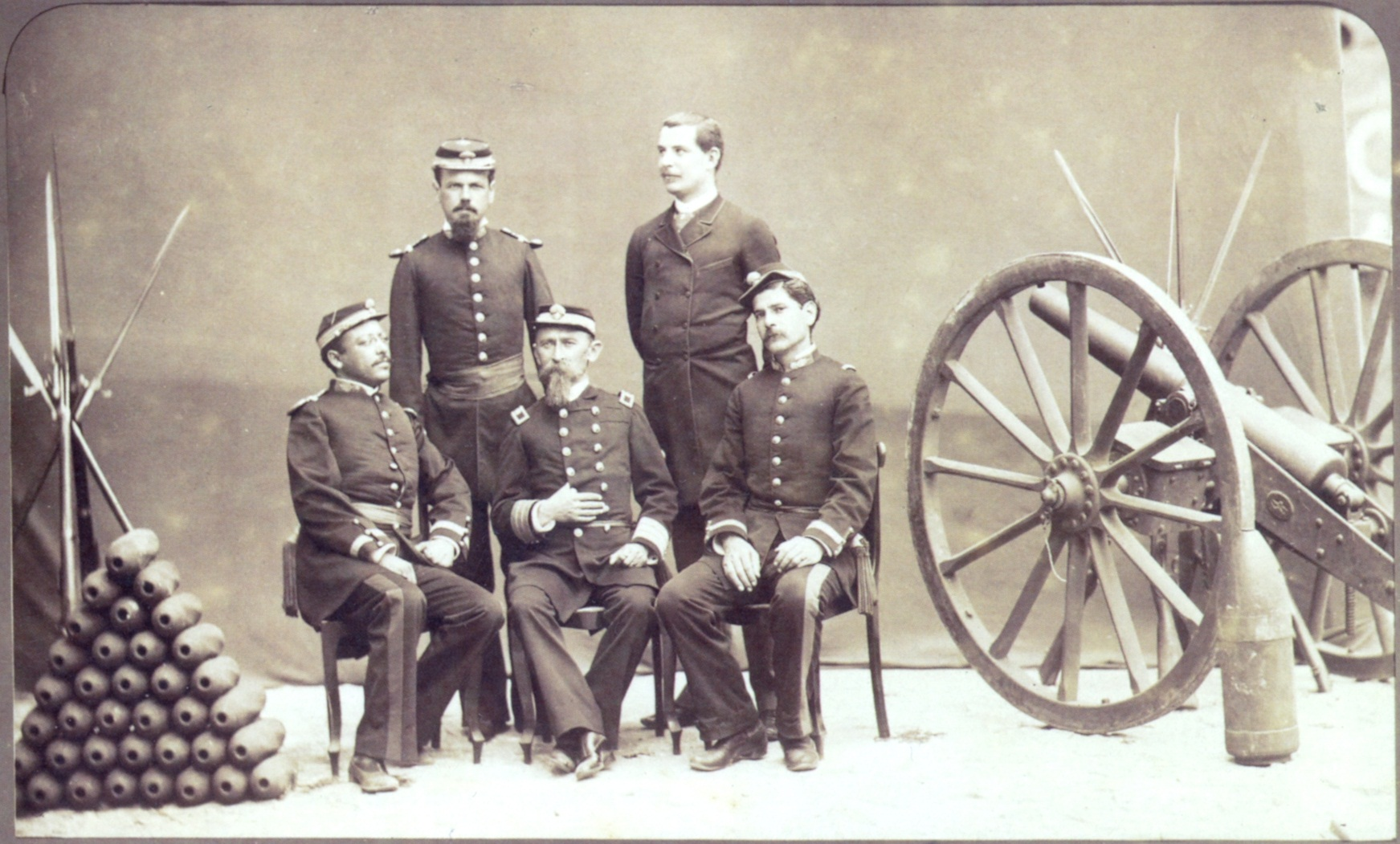
Oficials de l'exèrcit, 1886.

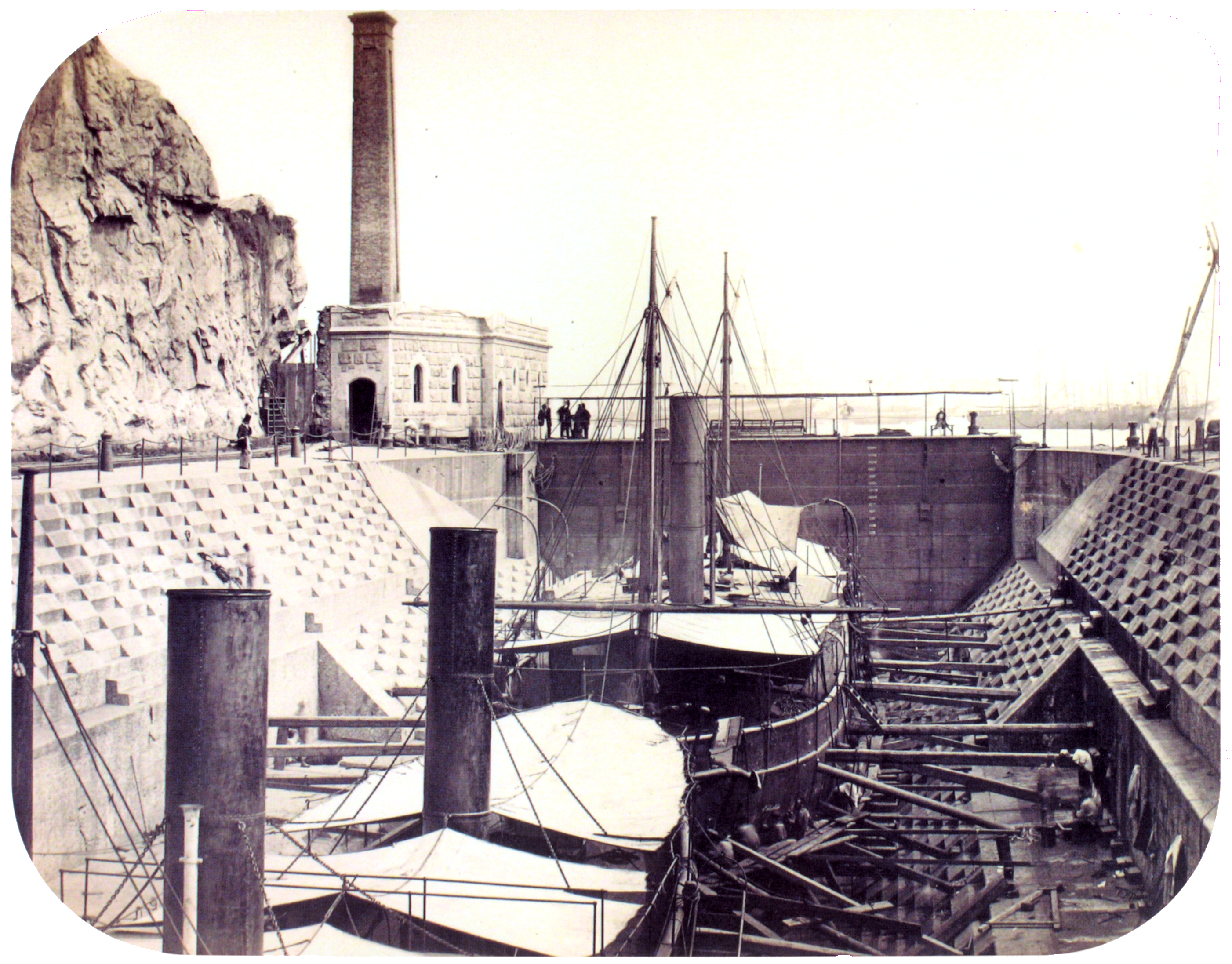
Drassana a Rio de Janeiro, c. 1862.

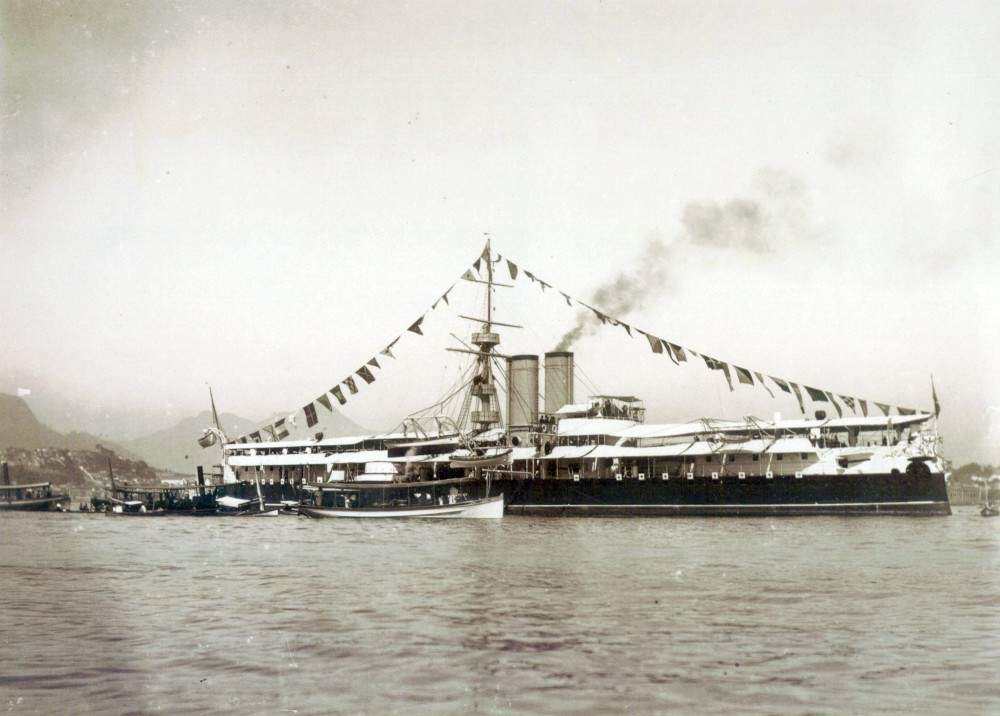
El cuirassat Riachuelo, 1885.

En els termes dels articles 102 i 148 de la Constitució, les Forces Armades del Brasil estaven subordinades a l'Emperador, com el seu comandant en cap. Ell era auxiliat pels Ministres de la Guerra i de la Marina, encara que, en la pràctica, el president del Consell de Ministres normalment exercís el control sobre els dos rams de l'exèrcit. Els ministres de la Guerra i de la Marina eren, amb poques excepcions, civils.
Els militars brasilers eren organitzats de manera similar a com ho feien els britànics i nord-americans de l'època, en què un petit exèrcit permanent podria augmentar ràpidament la seva força durant les emergències amb una milícia de reserva (en Brasil, la Guàrdia Nacional). La primera línia de defensa del Brasil invocava una marina gran i poderosa per a protegir el país contra un atac estranger.
Els militars estaven autoritzats a exercir una carrera política i ser candidats a servidors públics, tot romanent en el servei actiu. No obstant això, durant l'exercici del seu càrrec públic, no havien de representar a l'Exèrcit o l'Armada, sinó que s'esperava que mantinguessin el seu compromís amb la causa de la ciutat o la província que els havien triat. Pere I va escollir nou oficials militars per a exercir de senadors i, dels 14 membres que va escollir per formar part del Consell d'Estat, 5 eren oficials. Durant el període de Regència, dos més van ser nomenats per al senat. Pere II va escollir quatre militars com a senadors durant la dècada de 1840, dos en 1850 i tres més durant la resta del seu regnat. També va nomenar un total de 10 oficials per al Consell de Ministres.
Les Forces Armades brasileres van ser creades immediatament després de proclamar la Independència. Van ser originalment compostes per oficials i soldats que van romandre leais al govern de l'excolònia durant la guerra de secessió de Portugal. Les forces armades van ser crucials per al resultat dels conflictes internacionals enfrontats per l'imperi, començar per la d'Independència (1822-1824), seguida per la Guerra Cisplatina (1825-1828), la Guerra del Plata (1851-1852), la Guerra d'Uruguai (1864-1865) i, finalment, la Guerra de Paraguai (1864-1870). Van ocupar un important paper en la repressió de rebel·lions, començant per la Confederació d'Equador (1824), sota el govern de Pere I, seguit pels aixecaments durant l'inici del regnat de Pere II, com la Revolta Farropilha (1835-1845), el Cabanagem (1835-1840), o la Balaiada (1838-1841).
L'armada era constantment modernitzada amb els més recents desenvolupaments tecnològics de guerra naval. Va adoptar la navegació a vapor en la dècada de 1830, l'armadura de ferro en la dècada de 1860 i els torpedes en la dècada de 1880. El 1889, l'Imperi Brasiler tenia la cinquena o sisena marina més poderosa del món i els vaixells de guerra més poderosos de l'hemisferi occidental. L'exèrcit, malgrat tenir un cos d'oficials altament experimentat i valerós, va patir amb unitats mal pagades i inadequadamente equipades, sene gaire entrenament i que amb prou feines cobrien el territori de l'imperi.
La dissensió resultant de la inadequada atenció del govern per les necessitats de la infanteria va ser continguda convenientment per la generació d'oficials que havien començat les seves carreres durant la dècada de 1820. Aquests oficials eren leials a la monarquia, creien que el militar havia d'estar sota el control civil i rebutjaven el cabdillisme o dictadures militars de molts països llatinoamericans, contra els que ja havien guerrejat.
A inicis dels anys 1880, aquests herois de guerra que comandaven l'exèrcit ja estaven retirats o morts. La insatisfacció es va fer més evident i alguns oficials van començar a insubordinar-se obertament. L'emperador i els polítics no van fer gaire per a millorar l'estructura militas ni per a atendre les seves demandes.
La disseminació de la ideologia positivista entre els joves oficials va portar altres complicacions, ja que s'oposava a la monarquia sota la creença que una república dictatorial portaria millores. Es va formar una coalició positivista, que aglutinava faccions rebels de l'exèrcit i elits civils i que va conduir directament al cop republicà del 15 de novembre de 1889. Els batallons i regiments, encara plens de soldats adeptes a l'emperador, compartien els ideals d'aquella vella generació de líders i van intentar, sense èxit, restaurar la monarquia. Les temptatives d'una restauració es van demostrar inútils i els seus caps van ser executats, arrestats o forçats a jubilar-se.

### Relacions internacionals

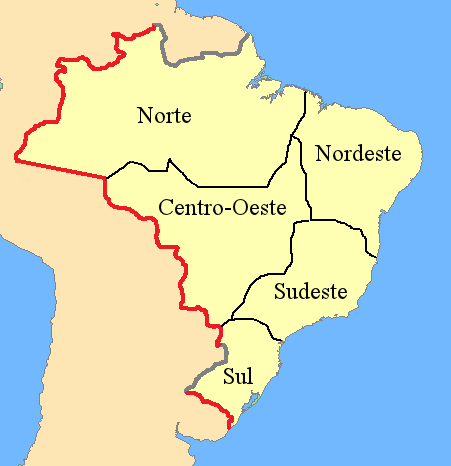
En vermell: les fronteres de Brasil el 1889, d'acord a l'establert pels tractats internacionals. En gris: fronteres en disputa a la fi de l'imperi. En negre: regions geogràfiques del Brasil.

Després de la independència, el focus immediat de la política externa del Brasil era guanyar un ampli reconeixement internacional. La primera nació a reconèixer la sobirania del Brasil van ser els Estats Units, en maig de 1825. Altres nacions van establir posteriorment relacions diplomàtiques amb el país. Portugal va reconèixer la separació l'agost de 1825. El govern brasiler, posteriorment, va prioritzar la demarcació de les seves fronteres internacionals, per mitjà d'acords amb els seus veïns. La tasca de protegir les fronteres reconegudes va ser complicada pel fet que, entre 1777 i 1801, Portugal i Espanya havien anul·lat els seus tractats que definien les fronteres entre les seves colònies americanes. No obstant això, l'imperi va ser capaç de signar diversos tractats bilaterals amb els països veïns, com l'Uruguai (1851), Perú (1851 i 1874), República de Nova Granada (l'actual Colòmbia, 1853), Veneçuela (1859), Bolívia (1867) i Paraguai (1872). El 1889, la majoria de les seves fronteres estaven firmement establertes. Les altres qüestions — fins i tot la compra de la regió d'Acre al govern bolivià, el que va acabar donant al Brasil la seva configuració territorial actual — només van ser resoltes amb posterioritat a la proclamació de la república.
Una sèrie de conflictes va ocórrer entre l'imperi i seus veïns. Brasil no va tenir conflictes seriosos amb els seus veïns del nord i oest, a causa de la gairebé impenetrable i escassament poblada selva amazònica. A les regions del sud, en canvi, les disputes colonials heretades de les corones ibèriques sobre el control de la rius navegables i les terres de l'interior van continuar després de la independència. La falta de fronteres consolidades en aquesta regió va dur a diversos conflictes internacionals.
«Brasil és, juntament amb nosaltres, la gran potència del continent americà», va afirmar James Watson Webb, el ministre dels Estats Units per al Brasil, el 1867. L'ascens de l'imperi ja havia sigut esmentada el 1844 per John C. Calhoun, antic Secretari d'Estat dels Estats Units: «Al costat dels Estats Units, Brasil és el més ric, el més gran i el més fermament establert de tots els poders americans». En l'inici dels anys 1870, la reputació internacional de l'Imperi del Brasil havia millorat considerablement i es va mantenir ben valorada internacionalment fins a la seva fi, el 1889. Christopher Columbus Andrews, un diplomàtic nord-americà en la capital brasilera en la dècada de 1880, va recordar més tard el Brasil com un «imperi important» en les seves memòries.
El 1871, Brasil va ser convidat a arbitrar una disputa entre els Estats Units i el Regne Unit, que es va conéixer com les Reclamacions de l'Alabama. El 1880, l'imperi va actuar com a àrbitre entre francesos i estat-unidencs sobre els danys causats pels primers durant la intervenció francesa en Mèxic. El 1884, el Brasil va ser cridat per a arbitrar entre Xile i diversos altres països (França, Itàlia, Regne Unit, Alemanya, Bèlgica, Àustria-Hongria i Suïssa) pels danys causats en el transcurs de la Guerra del Pacífic.
L'any 1889, el govern brasiler es va sentir suficientment optimista com per negociar un acord comercial amb els Estats Units, el primer a signar amb qualsevol nació des del desastròs i explotador tractat comercial amb el Regne Unit de 1826 (i cancel·lat en 1844). L'historiador nord-americà Steven C. Topik va dir que «la cerca d'un tractat comercial amb els Estats Units va ser part d'una estratègia més gran per a augmentar la sobirania i l'autonomia nacional». Al contrari que en el pacte amb els britànics, el Brasil aquell cop estava en una posició forta per a insistir en termes comercials favorables, sent que les negociacions van ocórrer durant una època de prosperitat nacional i de prestigi internacional.

## Economia

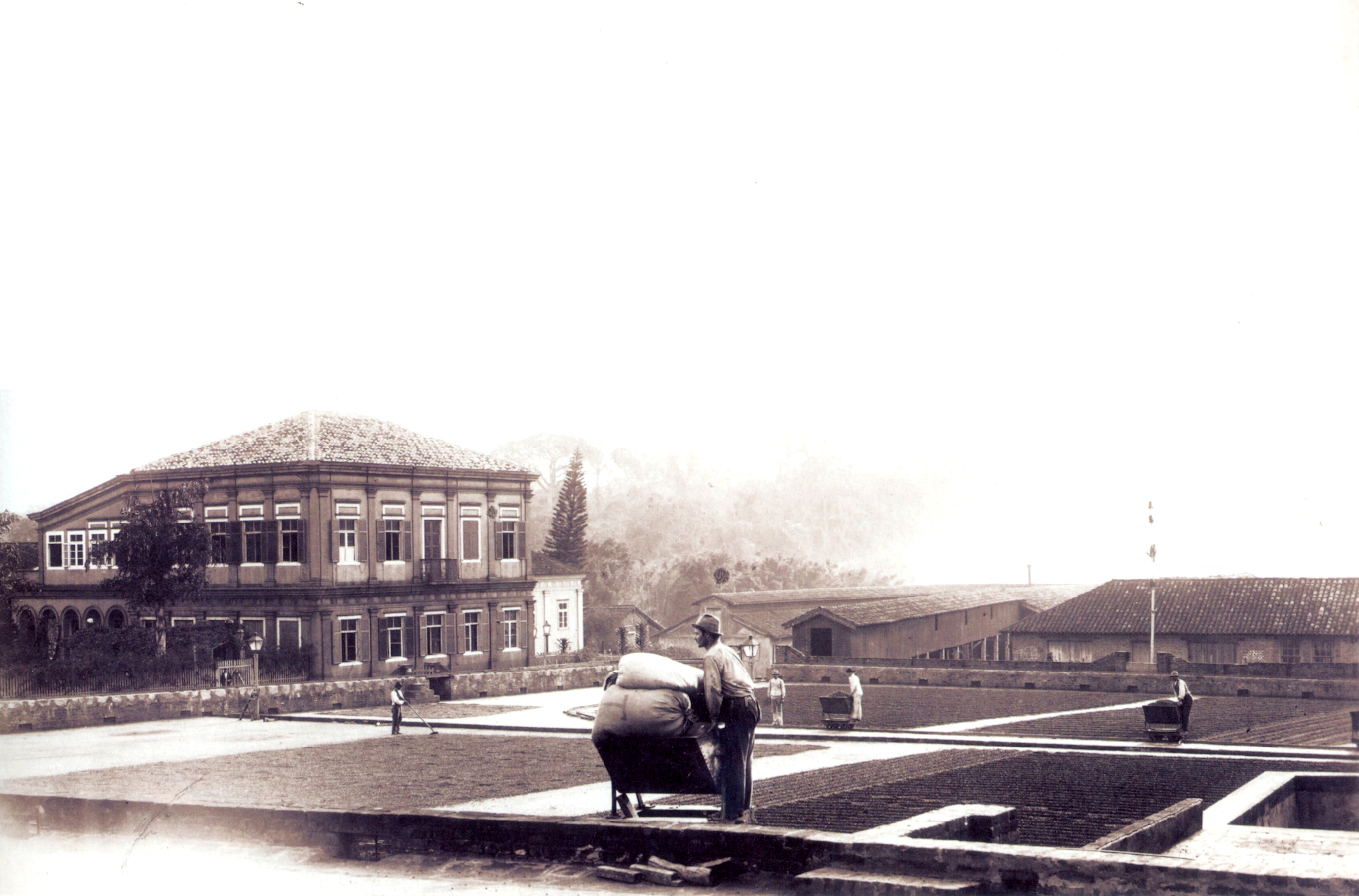
Mas en la província de São Paulo, 1880.

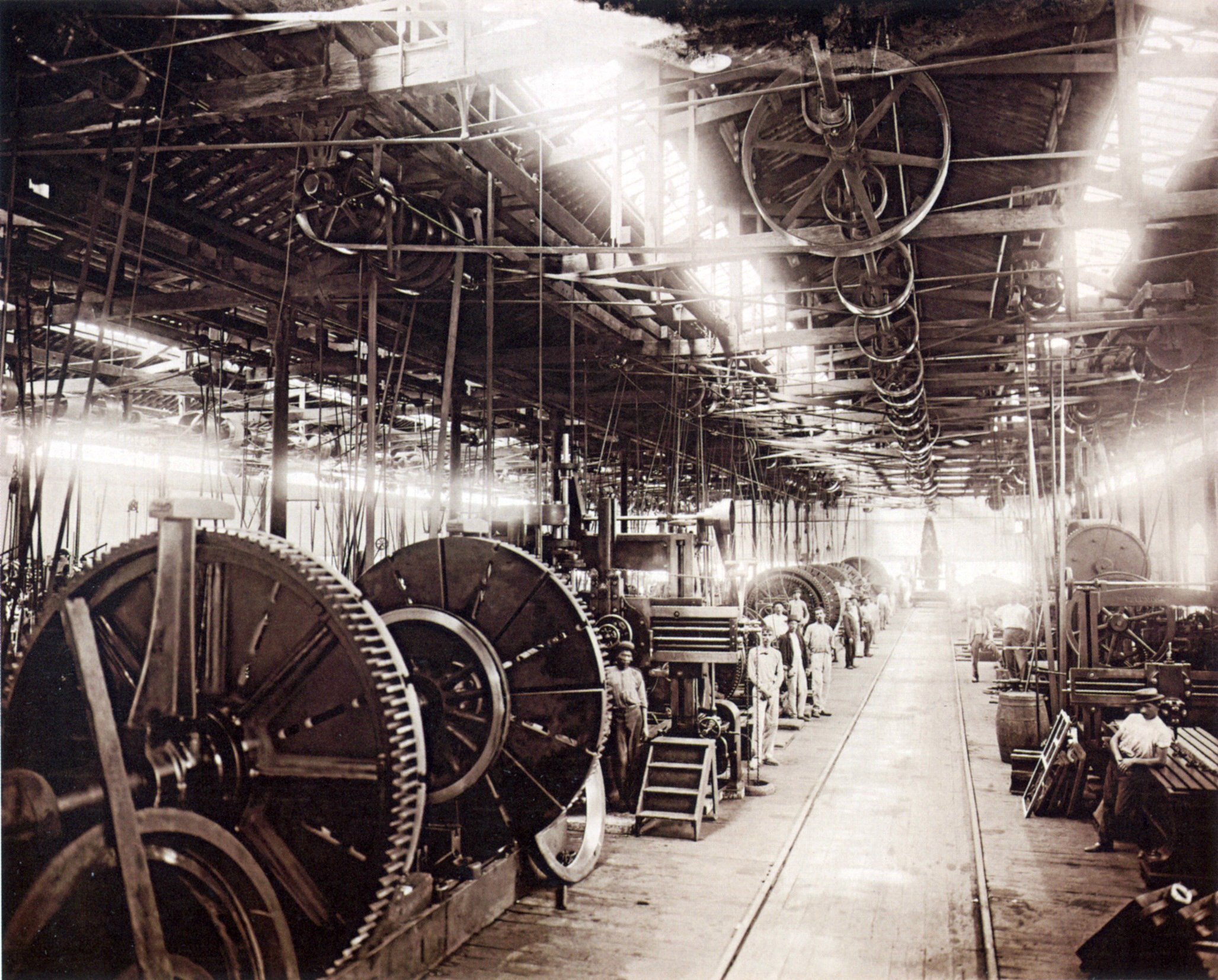
Fàbrica brasilera, 1880.

Entre 1870 i 1890, el PIB per capita brasiler va créixer aproximadament un 0,21% per any. En el mateix període, l'Argentina va créixer el 2,51% a l'any i Mèxic, un 1,68% anual. Tenint com a base els valors en dòlars de 1990, es va calcular que el PIB per capita brasiler de 1820, en la fi del domini portuguès, era de 646 dòlars. En comparació, Mèxic tenia 759 $, la mitjana d'Europa Occidental era de 1.245 $ i els Estats Units tenien un PIB per capita de 1.257 $. En canvi, l'any 1890, poc després de la fi de l'Imperi, Brasil tenia un PIB per capita de 794 $, Mèxic 1.011 $, Argentina 2.152 $, Estats Units 3.392 $ i Regne Unit 4.009 $. Aquestes dades indiquen que el creixement de l'economia brasilera, durant l'Imperi, va ser molt més lent, augmentant, així, l'abisme salarial dels brasilers en comparació amb els habitants d'altres nacions americanes o de països de l'Europa Occidental. En 1820, Brasil tenia el 18è major PIB per capita del món, dels 48 països sobre els quals hi ha dades. El 1870, Brasil havia caigut a la 42a posició, sobre els 67 països dels quals hi ha dades.
Les estimacions suggereixen que, entre 1822 i 1913, el creixement aproximat del PIB per capita brasiler va ser de solament el 0,4% anual. L'explicació per al baix creixement del producte per capita en Brasil, abans de 1900, indubtablement, recau en les condicions del sector agrícola domèstic, que donava feina a una gran porció de la mà d'obra del país. Primerament, els homes que vivien explotant les terres difícilment tenia accés a adquirir-les, per la política de terres del país. La productivitat dels treballadors lliures brasilers, en les ocupacions en que estaven contractats, va ser probablement afectada pel seu baix nivell educacional. A més, gran part de la producció agrícola del país tenia lloc en les terres fèrtils de l'interior, amb poca capacitat per poder ser exportada, fet que hauria donat més valor afegit. Durant els primers tres quarts de segle, l'increment de la renda agrícola va ser pràcticament inexistent.
La manca d'al·licients per millorar la productivitat agrícola i, en conseqüència, la manca d'inversió en maquinària o infraestructura, va fer perdre, de retruc, la oportunitat de revifar el sector secundari, ja que a la indústria nacional li faltava un mercat intern potent. El ferrocarril podria haver millorat aquesta situació, per disminuir el cost del transport (econòmic i temporal). Així s'hagués pogut connectar els camps de l'interior, destinats a un consum local o fins i tot de subsistència, amb la resta del país i de l'exterior, permetent una evolució cap a una producció agrícola de mercat. Reduir els costos de transport hagués suposat un incentiu per captar nous productors i nous productes. Però, la inversió en ferrocarrils a gran escala va començar molt tard al Brasil. Per exemple, el 1900, l'extensió de la xarxa ferroviària dels Estats Units era gairebé 20 vegades major que la brasilera. El 1914, després d'un gran esforç econòmic d'ampliació, el Brasil tenia solament 26.300 quilòmetres de vies, una quantitat que Estats Units ja havien sobrepassat en la dècada de 1850. A més, la inversió ferroviària va afavorir només els grans latifundistes amb poder polític, en comptes d'haver mirat per l'equilibri territorial i econòmic.
L'esclavatge també va ser una de les principals causes del subdesenvolupament brasiler. La presència d'esclaus va retardar l'economia, ja que pels latifundistes era més senzill i econòmic ampliar la força de treball esclava que no pas invertir en formació de capital i progrés tecnològic. La porció de treballadors esclaus, en no tenir renda, no podia consumir o estalviar. Aquesta pèrdua de mercat també va frenar el creixement econòmic. El preu de la mà d'obra lliure era més alt que el cost de mantenir esclaus i això explica el motiu pel qual l'esclavitud va seguir sent l'opció preferida dels propietaris de les terres i les mines durant la major part del segle. L'enorme disponibilitat de mà d'obra esclava també va col·locar un sostre en els salaris que els empresaris estaven disposats a oferir als treballadors lliures i, conseqüentment, els treballadors lliures no acostumaven a ser emprats en activitats d'alt producte marginal, durant la primera meitat del segle.
La matriculació escolar estava molt lluny d'arribar als percentatges que presentaven els països desenvolupats: el 1857, solament un 1% de la població brasilera estava matriculada en escoles d'educació primària. En contrast, el 1850, els percentatges per als països desenvolupats eren: Nova Anglaterra, el 26%; Estats Units (excloent els esclaus), el 22%; Prússia, el 16%; Gran Bretanya, el 14%; França, el 10%. Al final de l'imperi, la taxa d'escolarització brasilera va doblar-se, sent encara molt baixa. Segon el cens de 1872, el 82,3% dels brasilers amb més de 5 anys d'edat eren analfabets, índex que no va millorar gairebé dues dècades després (el cens de 1890 contabilitzava un 82,6% d'analfabets a la nova república). En comparació, a l'Argentina, la taxa d'analfabetisme va baixar del 78,2% el 1869, al 54,4% el 1895. Als Estats Units, es va reduir del 20% el 1870, al 13,3% el 1890. Durant tot l'Imperi, l'analfabetisme va ser generalitzat en totes les regions brasileres, afectant no només a la població més pobra, puix que molts dels propietaris rurals més rics tampoc sabien llegir i escriure. Aquest baix nivell educatiu també va entorpir el desenvolupament social i econòmic del Brasil.
El comerç internacional del Brasil va aconseguir un valor total de 79 mil milions de reals entre 1834 i 1839. Aquesta va anar creixent cada any, fins a arribar a 472 mil milions en el període entre 1886 i 1887, representant una taxa de creixement anual del 3,88% al llarg de quasi 50 anys. El valor absolut de les exportacions de l'imperi en 1850 va ser el més gran d'Amèrica Llatina i el triple del de l'Argentina, que va quedar en quart lloc. Brasil aniria a mantenir la seva posició en exportacions i creixement econòmic general fins a la fi de la monarquia. L'expansió de l'economia brasilera, especialment després de 1850, podia ser comparada a la dels Estats Units i de nacions europees. La recaptació fiscal nacional va totalitzar 11,8 mil milions de reals el 1831, augmentant fins als 160,8 mil milions el 1889. En un rànquing de 1858, la recaptació fiscal brasilera va ser la vuitena major del món. L'imperi era, malgrat el seu progrés, un país on la riquesa era distribuïda de forma molt desigual.
A mesura que les noves tecnologies van sorgir i amb el gradual augment de la productivitat interna, les exportacions van augmentar considerablement. Això va fer possible aconseguir l'equilibri en la balança comercial. Durant els anys 1820, el sucre constituïa prop del 30% del total de les exportacions, mentre que el cotó constituïa el 21%, el cafè el 18% i la pelleteria el 14%. Vint anys després, el cafè aconseguiria el 42%, el sucre el 27%, cuirs i pells el 9% i el cotó el 8% del total de les exportacions de l'imperi. El creixement va ocórrer en tots els sectors; en el període entre 1820 i 1840, les exportacions brasileres van duplicar el seu volum i van triplicar el seu valor nominal, mentre la valorització denominada en lliures esterlines va augmentar en més del 40%. Brasil no va ser l'únic país on l'agricultura va ocupar un paper important en les exportacions. Al voltant de 1890, la producció agrícola estat-unidenca va representar el 80% de les exportacions del país.
En la dècada de 1820, Brasil va exportar 11 mil tones de cacau i en 1880 aquesta havia augmentat fins a les 73,5 mil tones. Entre 1821 i 1825, 41.174 tones de sucre van ser exportades, dada que va pujar fins a les 238.074 tones entre 1881 i 1885. Fins al 1850, la producció de cautxú era insignificant, però entre 1881 i 1890, havia aconseguit el tercer lloc entre les exportacions brasileres. Entre 1827 i 1830 les exportacions d'aquest producte va ser a prop de 81 tones, arribant a les 1.632 tones en 1852. En 1900 el país estava exportant 24,3 milions de tones de cautxú. El Brasil va exportar a prop de 3,4 milions de tones de cafè entre 1821 i 1860, mentre entre 1861 i 1889 aquesta quantia es va doblar. Les innovacions tecnològiques també van contribuir per al creixement de les exportacions, en especial l'adopció de la navegació a vapor.

### Moneda
La unitat monetària des de la fundació de l'imperi fins a l'any 1942 va ser el real (la seva forma en plural era réis, en portuguès modern es diu reais), i era derivat de l'original real portuguès. Existia l'expressió conto de réis, que equivalia a un milió de reals (Rs 1:000$000).

### Desenvolupament

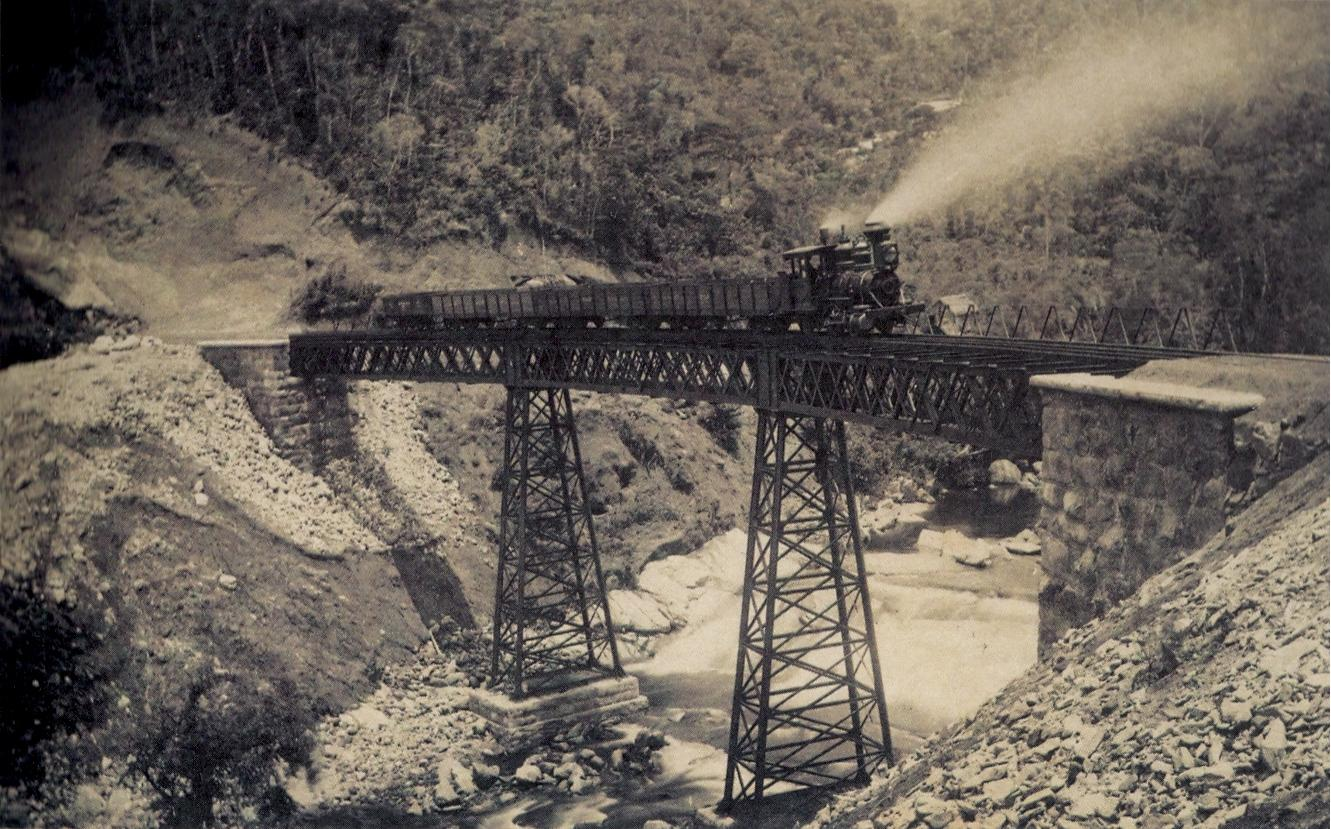
Ferrocarril a Petrópolis, 1885. L'adveniment dels trens va fer el transport de càrregues menys costós i ràpid, el que va disminuir considerablement els costos de producció.

El desenvolupament econòmic, malgrat lent i desigual, va ser fàcilment quantificable. El 1850, hi havia 50 fàbriques amb un capital total de Rs 7.000:000$000. A la fi del període imperial, el 1889, el Brasil tenia 636 fàbriques (un increment anual del 6,74%), amb un capital total aproximat de Rs 401.630:600$000 (el que representa una taxa de creixement anual mitjà d'aquest valor del 10,94%, continu durant quatre dècades. La primera línia fèrria, amb només 15 quilòmetres de vies, va ser inaugurada el dia 30 d'abril de 1854, en un moment en què molts països europeus no tenien servei ferroviari. El 1868, hi havia 718 quilòmetres de línies ferroviàries i, cap al final de l'imperi el 1889, la xarxa havia arribat als 9.200 quilòmetres d'extensió, amb altres 9.000 quilòmetres en construcció.
Les fàbriques es van escampar per tot l'imperi durant els anys 1880, permetent modernitzar les ciutats brasileres i rebre els beneficis del gas, de l'electricitat, del sanejament, del telègraf i del tramvia. El país va ser el cinquè en el món a instal·lar clavegueram urbà, el tercer en tenir tractament d'aigües residuals i un dels pioners en la instal·lació d'un servei de telefonia. Tot això s'afegia a millores precedents, com la implantació d'enllumenat públic o la instal·lació d'una línia telegràfica transatlàntica. Si la primera línia telegràfica nacional va crear-se el 1852, a Rio, el 1889, la xarxa telegràfica era de 18.925 quilòmetres, connectant la capital amb estats distants, com el Pará i també amb l'estranger, amb línies que anaven fins a l'Argentina i l'Uruguai.

## Cultura

### Arts plàstiques

Independència o Mort!, també conegut com El Crit de l'Ipiranga (1888), l'obra més reconeguda de Pedro Américo (1843-1905). Museu Paulista.

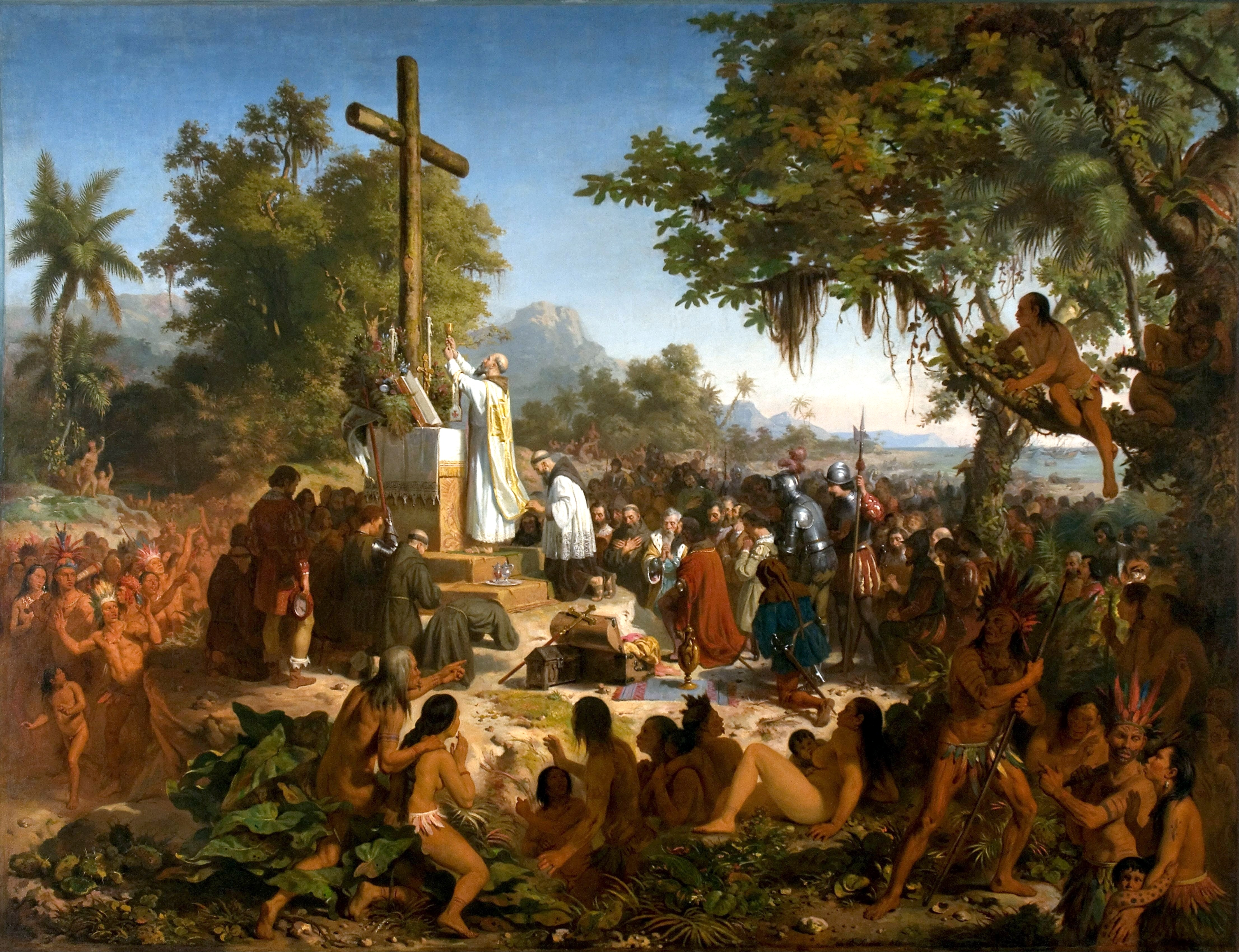
La primera missa al Brasil (1861), una de les obres més celebrades de Victor Meirelles (1832-1903). Museu Nacional de Belles Arts.

Segons l'historiador Ronald Raminelli, les arts visuals van passar per grans innovacions en l'imperi. Amb la independència de 1822, la pintura, l'escultura i l'arquitectura van ser influenciades pels símbols nacionals i de la monarquia, ja que ambdós van sobrepassar en importància els temes religiosos. L'antic estil barroc anteriorment dominant va ser substituit pel neoclassicisme. Van sorgir novetats, com l'ús del ferro en l'arquitectura i l'aparició de la litografia i de la fotografia, el que va revitalitzar les arts visuals.
La creació de l'Acadèmia Imperial de Belles Arts pel govern el 1820 va ocupar un paper fonamental en la influència i en l'expansió de les arts visuals del Brasil, principalment, a l'educar generacions d'artistes, però també per servir com una orientació estilística. Els orígens de l'Acadèmia de Belles Arts estan en la fundació de l'Escola Reial de Ciències, Arts i Oficis el 1816, pel rei portuguès Joan VI. Els seus membres — dels quals el més famós va ser Jean-Baptiste Debret — eren emigrants francesos que treballaven de pintors, escultors, músics i enginyers. El principal objectiu de l'escola era incentivar l'estètica francesa i l'estil neoclàssic per a reemplaçar l'estil barroc predominant. Atormentada per la falta de recursos des de la seva creació, l'escola va ser més tard rebatejada com "Acadèmia de Belles Arts" el 1820 i, el 1824, va rebre el seu nom definitiu: Acadèmia Imperial de les Belles Arts.
Va ser només després de la declaració de majoria d'edat de Pere II, el 1840, que l'Acadèmia va esdevenir una potència, sent part del gran esquema de fomentar una cultura nacional i, conseqüentment, unir tots els brasilers en un sentit comú de nacionalitat. Pere II va patrocinar la cultura brasilera a través de diverses institucions públiques finançades pel govern com l'Institut Històric i Geogràfic Brasiler (IHGB) o l'Acadèmia Imperial de Música i Òpera Nacional. Aquest patrocini estatal obriria el camí a diversos artistes i també persones d'altres camps: historiadors com Francisco Adolfo de Varnhagen o músics, com el compositor d'òperes Antônio Carlos Gomes.
En la dècada de 1840, el romanticisme havia suplantat el neoclassicisme, no només en la pintura, sinó també en l'escultura i en la arquitectura. L'Acadèmia no resumia el seu paper en simplement subministrar educació: també promovia premis, medalles, borses d'estudi en països estrangers, emprats com incentius culturals. Alguns dels seus treballadors i alumnes van ser reconeguts artistes brasilers: Simplício Rodrigues de Sá, Félix Taunay, Manuel de Araújo Porto-Alegre, Pedro Américo, Victor Meirelles, Rodolfo Amoedo, Almeida Júnior, Rodolfo Bernardelli i João Zeferino da Costa.
En la dècada de 1880, després d'haver estat considerat l'estil oficial de l'Acadèmia, el romanticisme va disminuir i altres estils van ser explorats per una nova generació d'artistes. Entre els nous gèneres estaven la pintura de paisatge, amb exponent com Georg Grimm, Giovanni Battista Castagneto, França Júnior i Antônio Parreiras. Un altre estil que va guanyar popularitat en els camps de la pintura i de l'arquitectura va ser el eclecticisme.

### Literatura i teatre

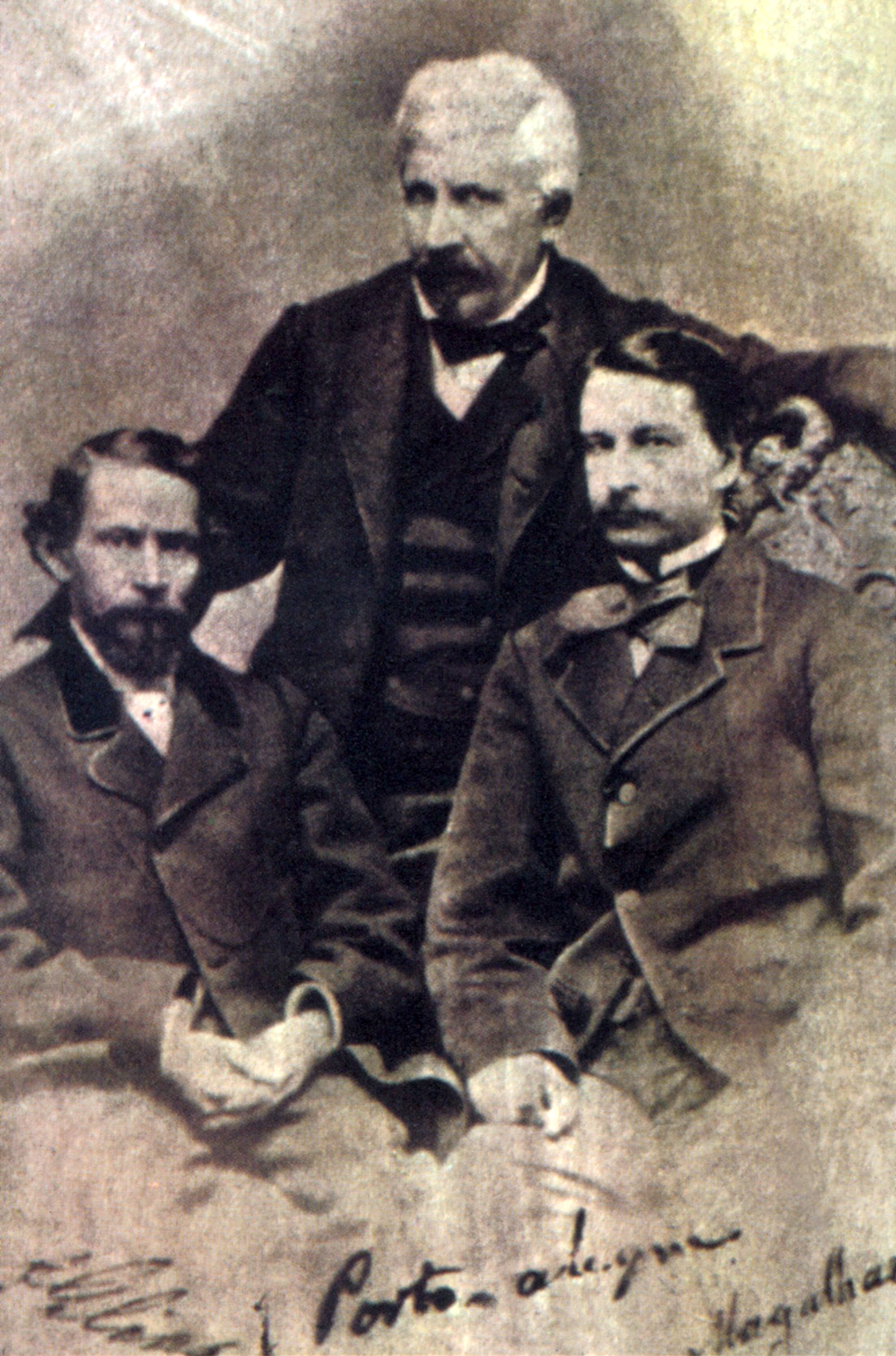
D'esquerra a dreta: Gonçalves Dias, Manuel de Araújo Porto-Alegre i Gonçalves de Magalhães, les tres grans figures del romanticisme brasiler, c. 1858.

Els primers anys després de la independència, la literatura brasilera encara es trobava fortament influenciada per la literatura portuguesa i el seu predominant estil neoclàssic. El 1837, Gonçalves de Magalhães va publicar el primer treball del romanticisme al Brasil, començant una nova era en el país. L'any següent, 1838, es va estrenar la primera peça teatral interpretada per brasilers i amb un tema nacional, que va marcar el naixement del teatre brasiler. Fins llavors, els temes eren moltes vegades basats en obres europees, encara que no fossin realitzats per actors estrangers. El romanticisme en l'època va ser considerat com l'estil literari que millor s'ajustava a la literatura brasilera, el que podria revelar la seva singularitat quan era comparada amb literatura estrangera. Durant les dècades de 1830 i 1840, una xarxa de diaris, revistes, editorials i impremtes van sorgir junt amb l'obertura de teatres en les grans ciutats, el que podria ser anomenat de l'incipient sorgiment d'una cultura nacional.
El romanticisme va tenir el seu apogeu entre el final dels anys 1850 i inici dels anys 1870, dividint-se en diversos rams, incloent l'indianisme i el sentimentalisme. Per tractar-se de l'estil literari més influent al Brasil del segle xix, bona part dels més reputats escriptors brasilers de la generació eren exponents d'aquest gènere: Manuel de Araújo Porto-Alegre, Gonçalves Dias, Gonçalves de Magalhães, José de Alencar, Bernardo Guimarães, Álvares de Azevedo, Casimiro de Abreu, Castro Alves, Joaquim Manuel de Macedo, Manuel Antônio de Almeida i Alfredo d'Escragnolle Taunay.
En teatre, Martins Pena va ser el dramaturg més destacat, acompanyat de Joaquim Manuel de Macedo. Curiosament, el romanticisme no va tenir tant d'èxit als escenaris brasilers, que preferien obres d'estil neoclàssic, així com obres europees. Como en altres àrees artístiques, el govern va començar a patrocinar les companyies teatrals (després de l'apertura del Conservatori Dramàtic Brasiler, el 1845), a canvi de que aquestes actuessin en portuguès.
Els primers moviments post-romanticistes sorgiren durant els anys 1870, però el reemplaçament no tindria lloc fins a la dècada següent. Primer va aparèixer el realisme, que comptava amb icones de la literatura pàtria com Joaquim Maria Machado de Assis o Raul Pompeia. Altres moviments posteriors, com el naturalisme o el parnassianisme, foren evolucions d'aquest. Entre els més coneguts naturalistes s'hi troben Aluísio Azevedo i Adolfo Caminha. Entre els parnassianistes, Gonçalves Crespo, Alberto de Oliveira, Raimundo Correia e Olavo Bilac.
A partir del 1855, el teatre brasileir va rebre influències del realisme, força abans que aquest impactés en la literatura. Entre els dramaturgs realistes més famosos estan José de Alencar, Quintino Bocaiúva, Joaquim Manuel de Macedo, Júlia Lopes de Almeida i Maria Angélica Ribeiro. Les arts escèniques del Brasil Imperial també comprenien la realització de duets musicals, danses, acrobàcies i comèdies. Amb menys prestigi, però bastant més populars entre les classes treballadores, es trobaven els espectacles de màgia, titelles i el circ. Les companyies itinerants que recorrien tot el país incloïen actuacions d'acròbates, feres salvatges domesticades, il·lusionistes, etc.

## Geografia
L'Imperi del Brasil, en els seus primers anys d'existència, es componia per:
- l'actual República Federativa del Brasil (excepte l'Estat d'Acre, que va pertànyer a Bolívia fins al començament del segle xx);
- l'actual República Oriental de l'Uruguai, sota el nom de Província Cisplatina. El país va obtenir la independència definitiva del Brasil el 1828 - amb mediació anglesa - durant la Convenció Preliminar de Pau, a Rio de Janeiro.[278][279]